# Weida
Weida ist eine Stadt im thüringischen Landkreis Greiz. Weida gilt als „Wiege des Vogtlandes“.

## Geografie
Weida befindet sich im Osten von Thüringen, knapp 12 km südlich der Stadt Gera und liegt in einem Tal an der Mündung des Flusses Auma in die Weida inmitten bewaldeter Berge. Die Stadt im Thüringer Vogtland liegt 233 m über NN (Rathaus) mitten im Landkreis Greiz an den Bundesstraßen 92 und 175.

### Nachbargemeinden
Angrenzende Gemeinden sind Crimla, Harth-Pöllnitz, Auma-Weidatal, Hohenleuben, Langenwetzendorf, Berga-Wünschendorf, Teichwitz und Zedlitz.

### Stadtgliederung
Gemäß Hauptsatzung der Stadt Weida ist das Stadtgebiet seit dem 1. Januar 2014 in die Ortsteile Hohenölsen (mit Neudörfel, Kleindraxdorf, Horngrund und Ölsengrund), Schömberg und Steinsdorf (mit Gräfenbrück, Loitsch und Schüptitz) untergliedert. Davor hatte Weida keine in der Hauptsatzung benannten Ortsteile und gliederte sich in Alt- und Neustadt. Hinzu kamen die früheren Dörfer Deschwitz im Norden und Liebsdorf im Westen der Stadt.

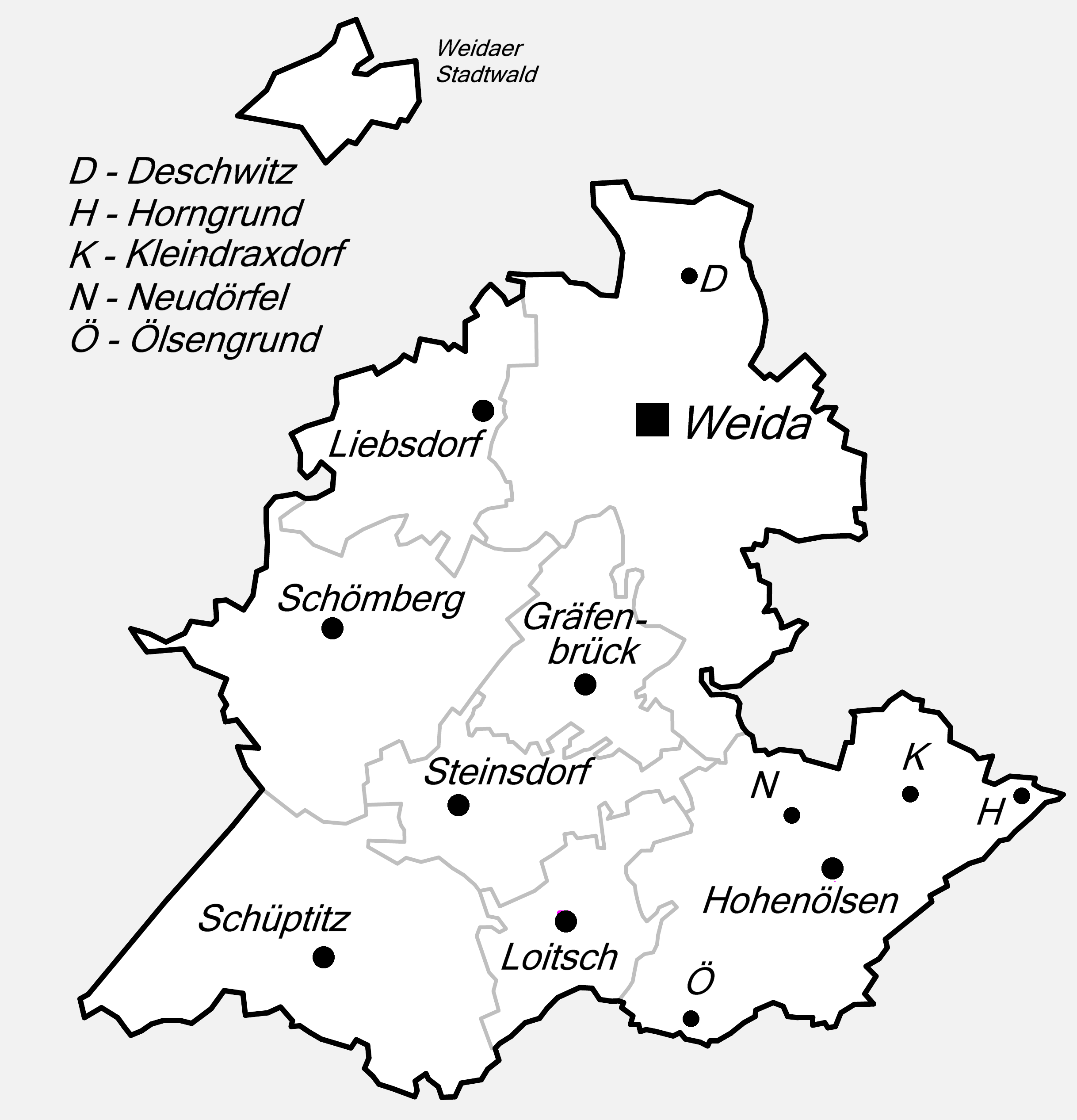
Stadtgliederung

## Geschichte

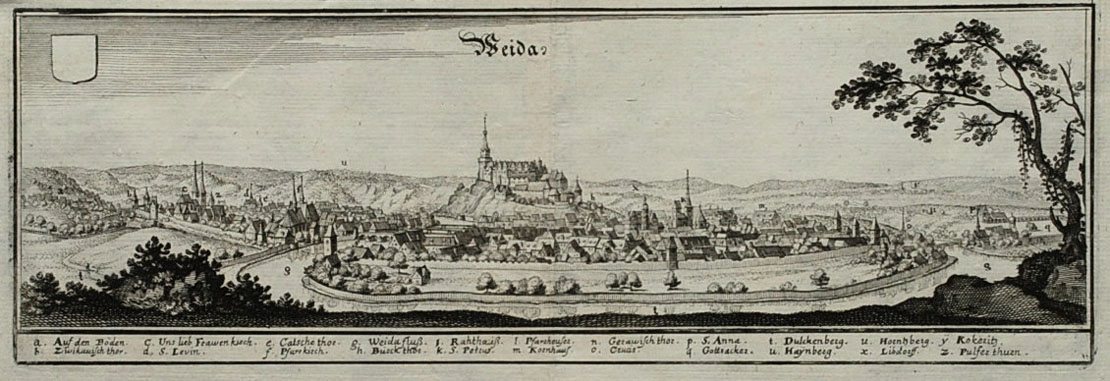
Weida um 1650

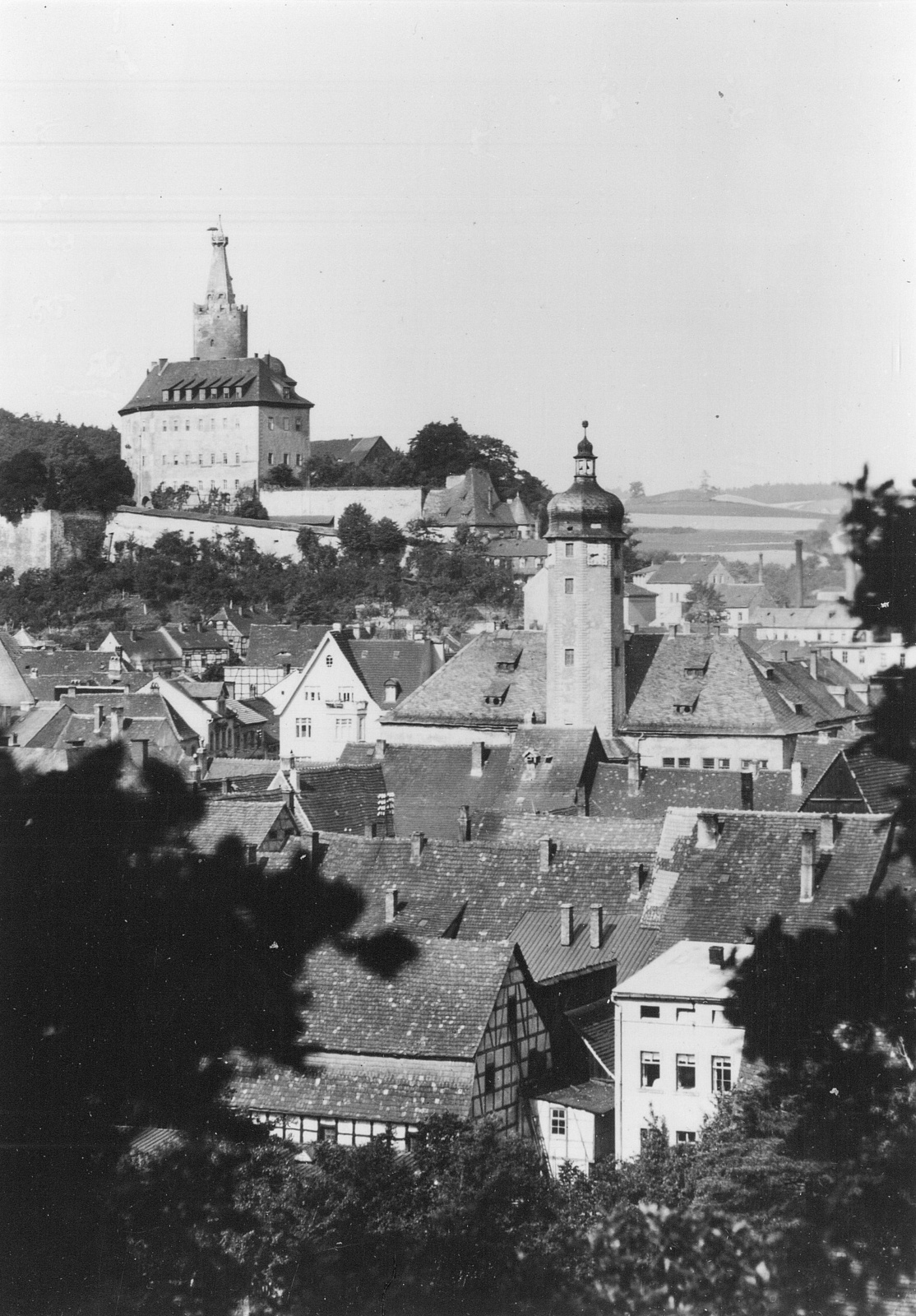
Weida um 1925

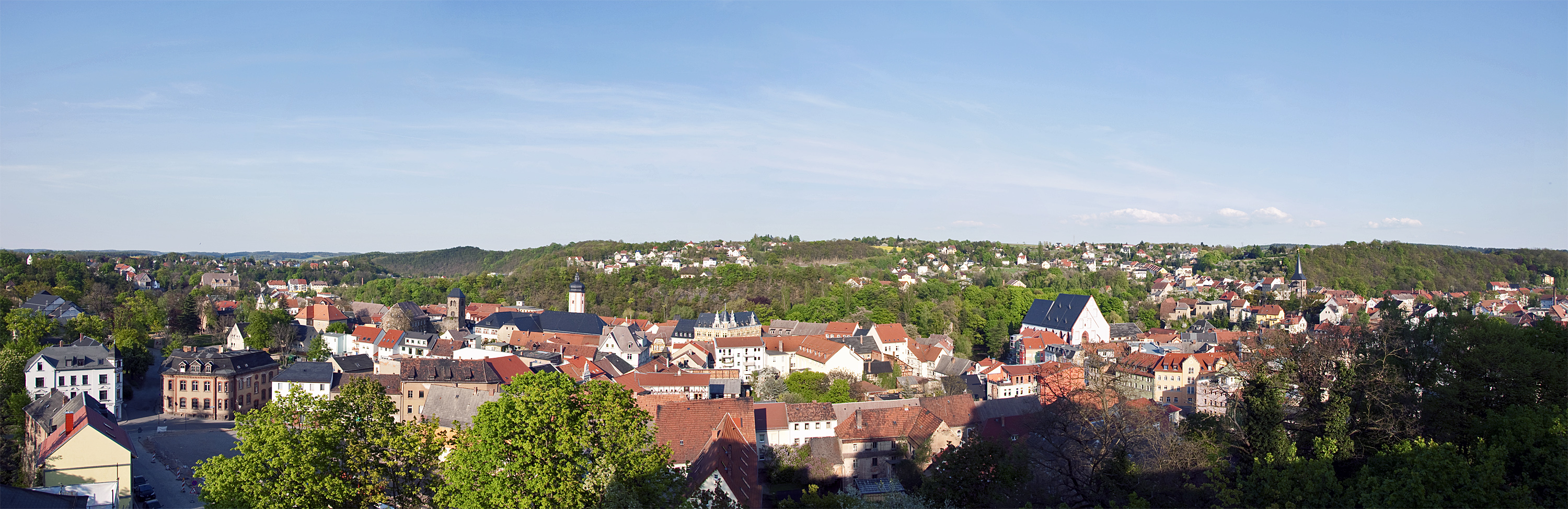
Stadtansicht

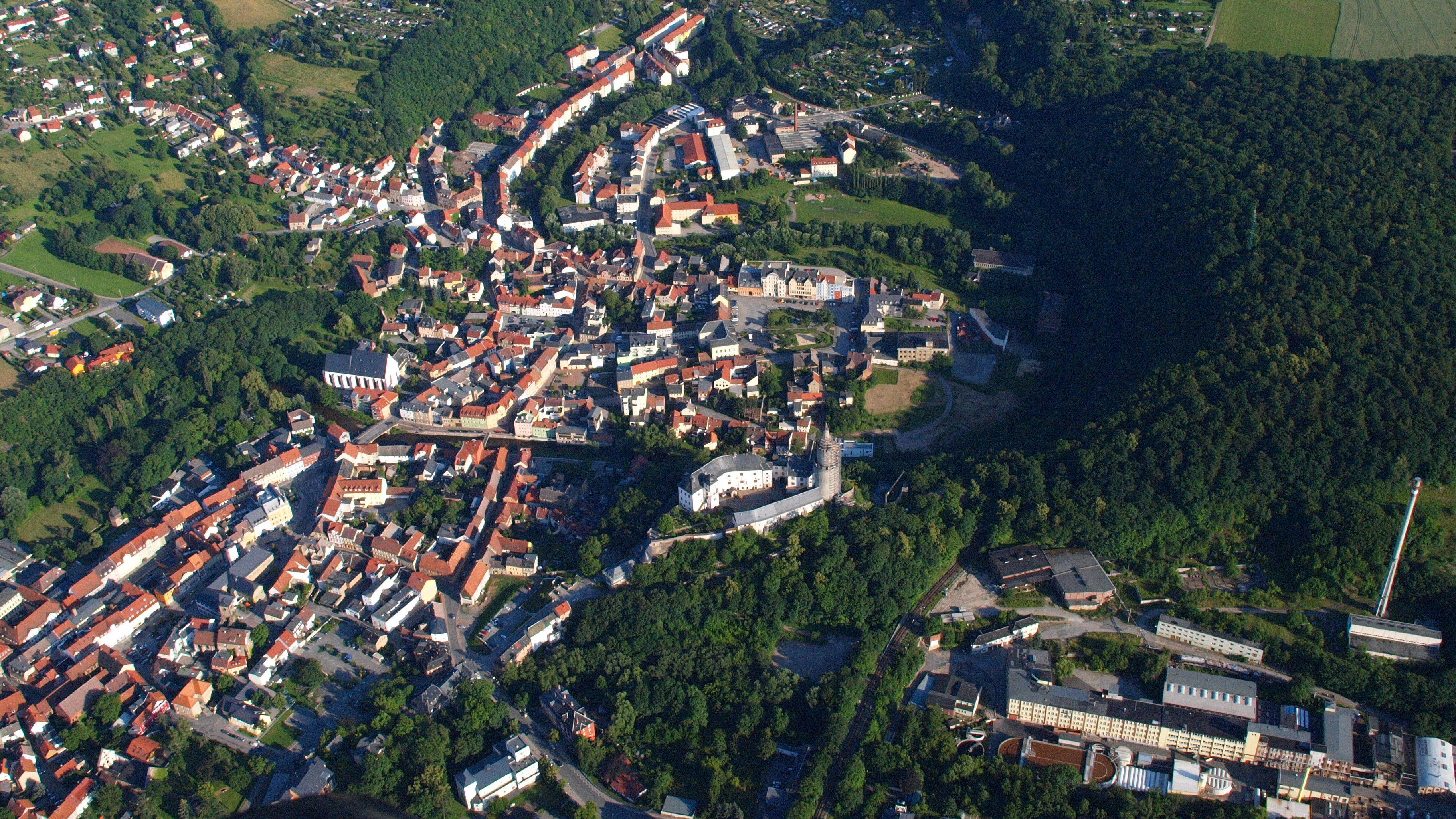
Weida, Luftaufnahme (2011)

In der Zeit der Völkerwanderung verließen die Germanen weitgehend die Region und wurden von Slawen abgelöst. Um das Jahr 1000 kamen dann deutsche Siedler in das Gebiet. Sie rodeten Wälder und betrieben Feldwirtschaft. Der deutsche Kaiser setzte hier als Ministerialen eine Dynastie von Vögten als Verwalter seiner Herrschaftsgebiete ein. Die Vögte von Weida werden im Jahre 1122 mit der Nennung eines Erkenbert de Withaa erstmals urkundlich erwähnt, es ist zugleich die Ersterwähnung von Weida. Die Herkunft des Ortsnamens ist nicht ganz gesichert, jedenfalls zeigen die frühesten Erwähnungen des Namens alle Schreibung mit -t-, der Leipziger Onomastiker Karlheinz Hengst führt den Ortsnamen deshalb letztlich auf den slawischen Gewässernamen *Vitava ‘die Gewundene’ zurück. Der erste Vogt Erkenbert I. kam nach Veitsberg. Sein Sohn Erkenbert II. begann mit dem Bau der Altstadtburg, die etwa am Standort des Freihauses auf dem Wieden gestanden haben soll. In ihrem Schutz entstand ein Marktflecken. Dann baute Vogt Heinrich I. in den Jahren von 1163 bis 1193 auf der Anhöhe links der Weida im Zwickel zur Mündung der Auma die spätere Osterburg. Von ihr aus kontrollierte man den Flussübergang der Straßen. Diese Veste wurde dann auch Hauptsitz der Vögte von Weida.
Unterhalb der Osterburg stand einst die Schlossmühle, sie wurde 1385 erstmals urkundlich erwähnt. Auf dem Gelände der Mühle steht ein Fabrikgelände der Weidaer Lederwerke, die letzten Reste der Schlossmühle wurden 1994–1995 abgebaut. Die Rothenmühle wurde auch erstmals 1385 erwähnt. Von 1982 bis 1993 arbeitete die Mühle unter privatwirtschaftlichen Verhältnissen. Es kam 1993 zu einer marktwirtschaftlich bedingten Stilllegung, sie nahm 1994 unter einen anderen Besitzer die Arbeit wieder auf. Im Aumatal ist die Rothenhofmühle die älteste und einzige Getreidemühle, die weiterhin arbeitet. An dem Weidafluss befanden sich noch fünf weitere Mühlen:
1. Die Katschmühle wurde 1484–1485 als Mahl-, Malz- und Ölmühle gebaut. Sie war bis 1963 einsatzfähig. Das Mühlengebäude wurde baufällig, 1992 erfolgte der Abriss. Das Wohnhaus blieb stehen.
2. Die Pfortenmühle unterhielt das Amt Weida von 1446 bis 1618 mit Pächtern. Das Mühlgrabensystem dieser Mühle und der Katschmühle war nach zeitgenössischen Berichten ein technisches Kunstwerk. Auch diese Mühle musste der Industrie in Weida weichen, sie machte Platz für eine Lederfabrik.
3. Die Sand- oder Walkmühle lag in der Altstadt. Sie war von der Pfortenmühle abhängig, weil sie hauptsächlich Tuche und Leder bearbeitete. 1920 wurde sie stillgelegt, die Gebäude wurden zu Wohnhäusern umgebaut.
4. Die Matthäusmühle in der Weidaer Neustadt wurde wie die Stadt 1209 erstmals urkundlich erwähnt.
5. Die Weidaer Papiermühle wurde 1569–1570 gebaut. 1592 wurde das Papier bereits an Händler in Leipzig verkauft. 1851 brannte diese Mühle ab, an ihrer Stelle entstand eine neue Weberei.[5]

Bereits 1209 wurde die Marktsiedlung Weida in einer Urkunde als Stadt (civitas) bezeichnet; damit ist Weida die älteste Stadt des Thüringer Vogtlands. Auch die Weidaer Matthäusmühle und die Rothemühle wurden erstmals 1209 in einem Schriftstück der Vögte von Weida urkundlich erwähnt. Die Rothenmühle arbeitet heute noch als letzte von ehemals 34 Mühlen im Einzugsgebiet der Auma. Der Bergfried kündet heute noch vom Ursprungsbau der Burg, die anderen Gebäude wurden 1536 als Renaissanceschloss umgebaut.
In einer Urkunde von 1122 erscheint erstmals ein Erkenbert von Weida (Erkenbertus de Withaa), der sich und seine Familie nach dieser Siedlung benannte. Stammsitz der Vögte von Weida war die später Osterburg genannte, von 1163 bis 1193 errichtete Burg auf einem Bergsporn über der Stadt. Dort residierten die Vögte von Widaa (Weida) bis 1427, weshalb die Stadt auch „Wiege des Vogtlands“ genannt wird.
Von 1621 bis 1622 befand sich in der Stadt eine Kippermünzstätte, in der unter dem Münzmeister Christoph Sundtheim Interimsmünzen (Kippermünzen) geschlagen wurden. Das waren Kipper-Schreckenberger, Kreuzerstücke und Groschenstücke bis hin zum sogenannten Kippertaler zu 60 Groschen.
Bis 1815 gehörte Weida als Hauptort des gleichnamigen Amts Weida zum Kurfürstentum bzw. Königreich Sachsen (Neustädtischer Kreis) und gelangte dann an das Großherzogtum Sachsen-Weimar-Eisenach. Mit der Gründung des Landes Thüringen 1920/1923 kam Weida zum Landkreis Gera.
Im August 1925 fand ein okkultes Treffen in Weida statt, die sogenannte Weida-Konferenz.
1943 wurde Weida Sitz der Physikalisch-Technischen Reichsanstalt, die mit 300 Wissenschaftlern und ihren Familien wegen des Bombenkriegs aus Berlin hierher verlagert wurde. 1945 „bedienten sich die Alliierten aus deren Bestand“.
Ab 1952 gehörte Weida zum Kreis Gera-Land im Bezirk Gera der DDR, der mit der Auflösung der Bezirke 1990 in Landkreis Gera umbenannt wurde. Seit der Kreisreform am 1. Juli 1994 ist die Stadt Teil des Landkreises Greiz.
Am 17. Juni 1953 gab es in Weida große Demonstrationen. In der darauffolgenden Nacht erschoss die Kasernierte Volkspolizei (KVP) einen der beteiligten Wismutarbeiter.
In den 1950er-Jahren wurde im Ort zur Kinder- und Jugend-Feriengestaltung ein Zeltlager „Junge Freiheit“ betrieben.
Am 31. Dezember 2013 wurden die Gemeinden Hohenölsen, Schömberg und Steinsdorf aus der aufgelösten Verwaltungsgemeinschaft Leubatal in die Stadt eingemeindet, wodurch ihre Einwohnerzahl auf gut 8500 Einwohner stieg.

### Ehemaliges Nonnenkloster Weida
Ursprünglich existierte in Weida ein Frauenkloster, das offenbar zu den Hausklöstern der Vögte von Weida, Plauen und Gera gehörte und der Unterbringung unverheirateter Töchter des vögtischen Dienstadels diente. Der Grünhainer Mönch Conrad Feiner überlieferte einen Rechtsfall aus dem Erzgebirge über Margarethe von Bosckowics. Eine solche Person bestätigen mit zwei weiteren Personen der Familie im Jahre 1349 Urkunden des Weidaer Klosters. Es handelte sich offenbar um Angehörige der Familie von Bockwitz, für die Otto und Nikolaus historisch belegt sind. 1349 ist neben zwei Nonnen dieser Familie im Kloster Weida auch „Elizabeth dicta de Svarcenbergk“ urkundlich belegt. Feiner erwähnte ebenfalls Nikolaus und Otto.

### Einwohnerentwicklung
Entwicklung der Einwohnerzahl (ab 1960 31. Dezember):
| 1836 bis 1960 - 1836: 03.481 - 1890: 05.550 - 1925: 10.040 - 1933: 11.040 - 1939: 11.156 - 1946: 13.511 (1) - 1950: 12.892 (2) - 1960: 12.086 | 1981 bis 2000 - 1981: 11.105 - 1984: 10.805 - 1985: 10.784 - 1994: 09.276 - 1995: 09.117 - 1996: 09.055 - 1997: 08.906 - 1998: 08.738 - 1999: 08.698 - 2000: 08.635 | 2001 bis 2010 - 2001: 8.532 - 2002: 8.504 - 2003: 8.518 - 2004: 8.499 - 2005: 8.335 - 2006: 8.262 - 2007: 8.114 - 2008: 7.924 - 2009: 7.780 - 2010: 7.733 | 2011 bis 2020 - 2011: 7.648 - 2012: 7.330 - 2013: 8.622 - 2014: 8.657 - 2015: 8.797 - 2016: 8.694 - 2017: 8.602 - 2018: 8.472 - 2019: 8.372 - 2020: 8.318 | ab 2021 - 2021: 8.173 - 2022: 8.205 - 2023: 8.106 |

 Datenquelle ab 1994: Thüringer Landesamt für Statistik
(1) 29. Oktober

(2) 31. August

## Politik
Weida ist erfüllende Gemeinde für Crimla.

### Stadtrat
Der Stadtrat von Weida wird gebildet von 20 Bürgerinnen und Bürgern, die jeweils für fünf Jahre gewählt werden. Die vergangene Stadtratswahl vom 26. Mai 2024 erbrachte folgendes Ergebnis für die Zusammensetzung des Gremiums:
| Partei / Liste                            | Stimmenanteil | Sitze |
| CDU                                       | 20,8 %        | 4     |
| AfD                                       | 27,6 %        | 5     |
| DIE LINKE                                 | 3,4 %         | 1     |
| Freie Wählergemeinschaft Weida (FWG)      | 15,5 %        | 3     |
| ProKommune – Bürgerschaft Weida           | 9,5 %         | 2     |
| Wählergemeinschaft Weidaer Umland (WG WU) | 23,3 %        | 5     |
| Wahlbeteiligung: 65,3 %                   |               |       |

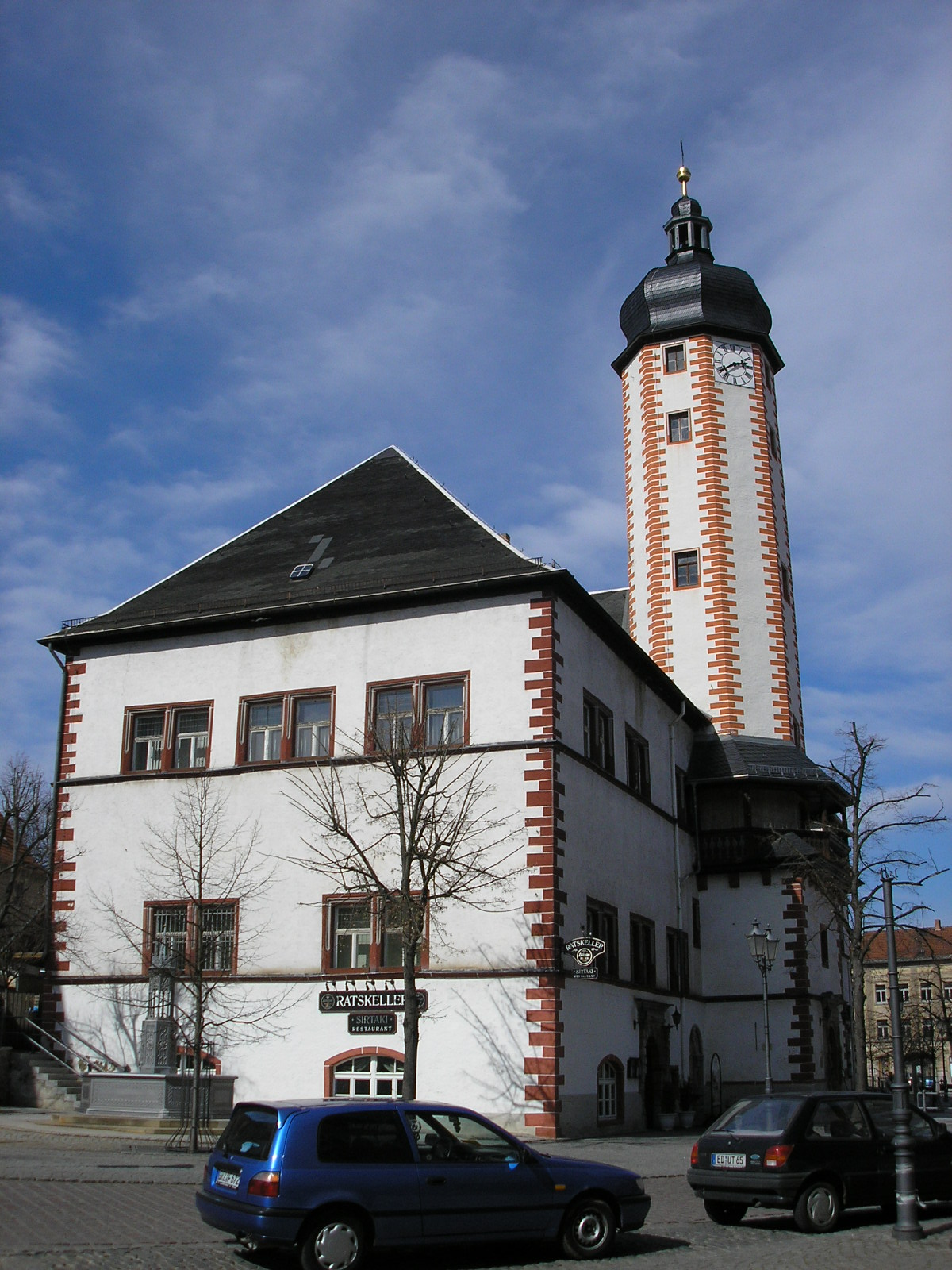
Rathaus

Stadtratsvorsitzender ist Daniel Gerold (FWG).

### Bürgermeister
Weidas Bürgermeister war Heinz Hopfe (FWG). Bei der Bürgermeisterwahl am 15. April 2018 konnte er sich mit 50,6 % behaupten.
Am 26. Mai 2024 wurde Udo Geldner (ProKommune – Bürgerschaft Weida) zum neuen, hauptamtlichen Bürgermeister mit 51,3 % gewählt.

### Wappen
Blasonierung: „In Gold eine schwarz gefugte rote Stadtmauer mit offenem Rundbogentor und zwei gezinnten Mauerflankentürmen mit blauen Spitzdächern und je einem schwarzen Rundbogenfenster, zwischen ihnen ein aus der Mauer wachsender symmetrischer grüner Weidentrieb mit fünfzehn Blättern.“
Wappenerklärung: Das hier zur Pforte stilisierte Tor und die beiden Türme weisen auf die Befestigungsanlagen Weidas aus der Zeit des Mittelalters (1209) hin, der Weidentrieb war bereits 1333 Bestandteil des Siegels der Stadt und weist als redendes Wappen auf den Stadtnamen hin. Im Jahre 1949 als Stadtwappen übernommen, basiert es auf dem ältesten noch vorhandenen Siegel der Stadt aus dem Jahre 1333. In einem Dokument des Jahres 1515 sind erstmals die Farben des Stadtwappens erwähnt. Dieses Dokument befindet sich heute in der Erfurter Universitätsbibliothek.

### Städtepartnerschaften
Städtepartnerschaften bestehen mit Neu-Isenburg, Calw, und Mezőtúr (Ungarn).

## Kultur und Sehenswürdigkeiten

### Bauwerke

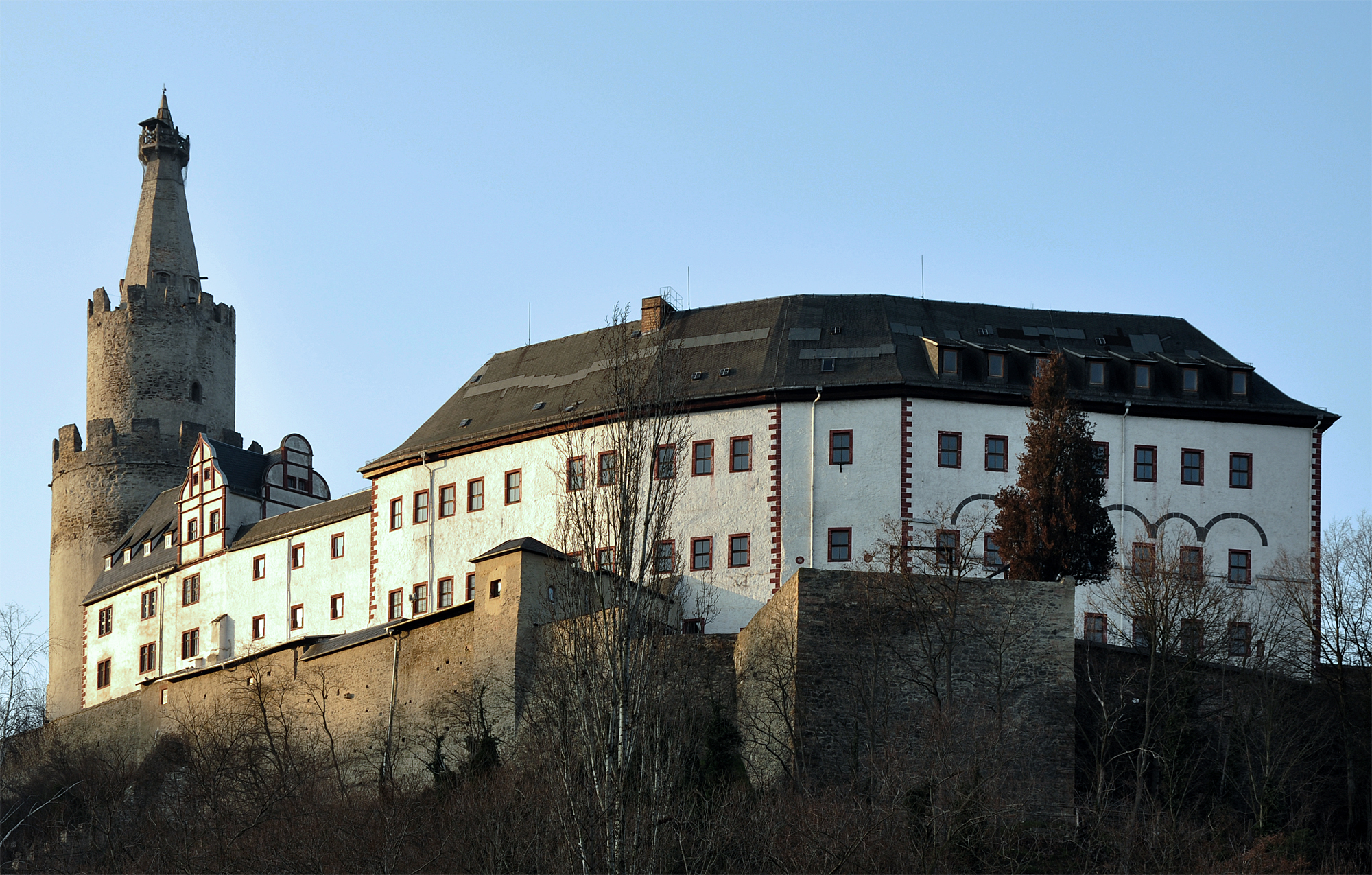
Osterburg (Weida)
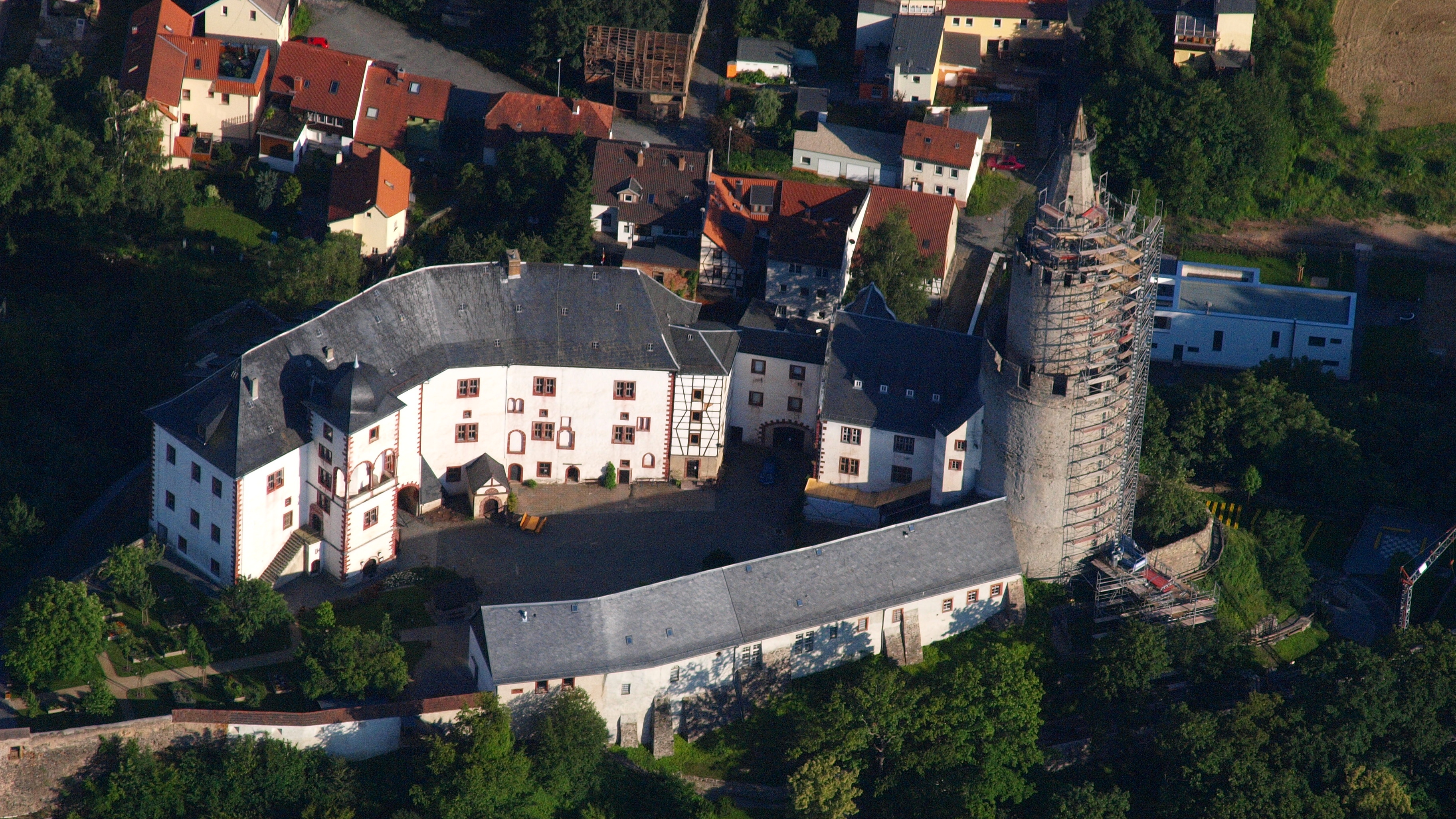
Osterburg, Luftaufnahme (2011)
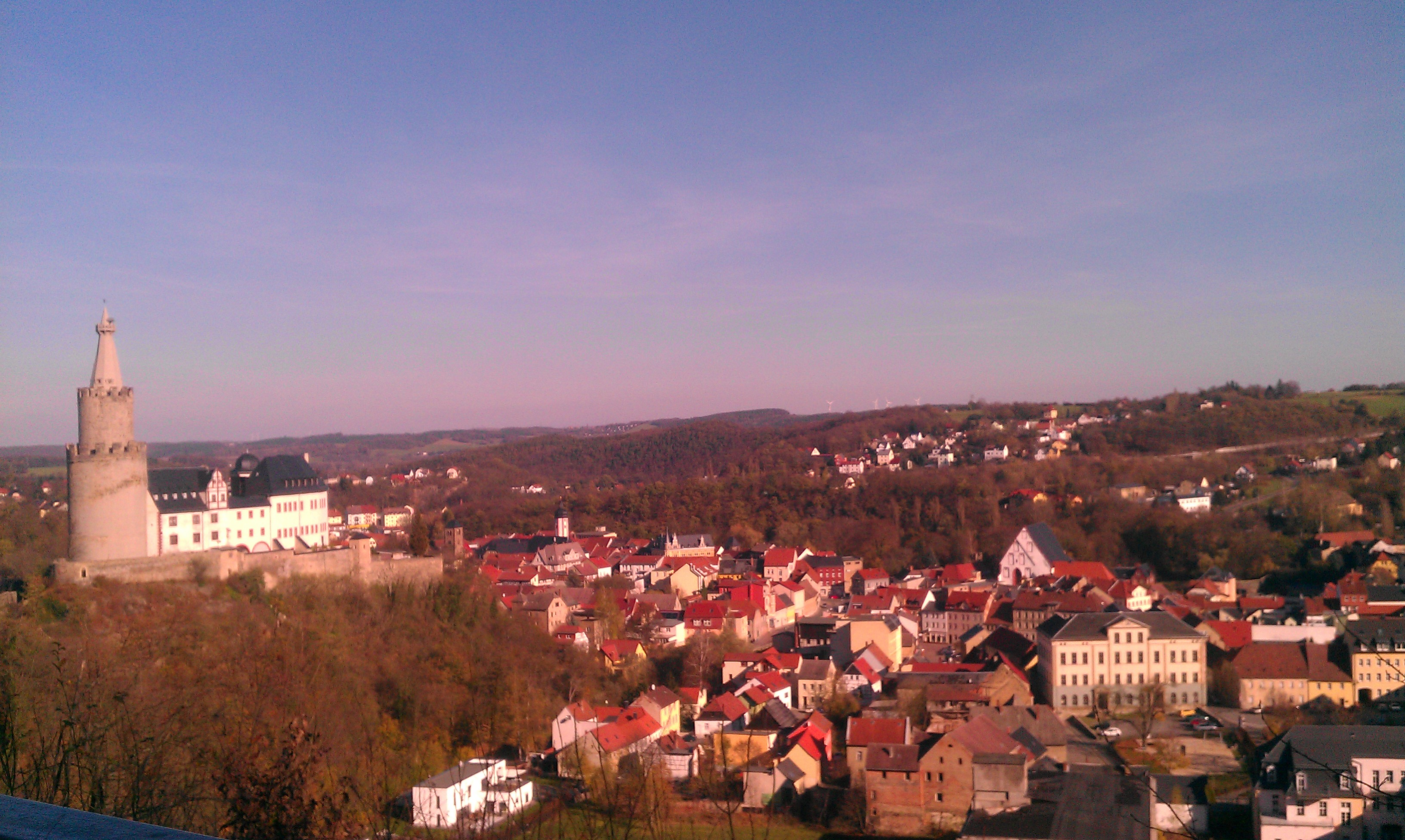
Blick von der Paulinenhöhe
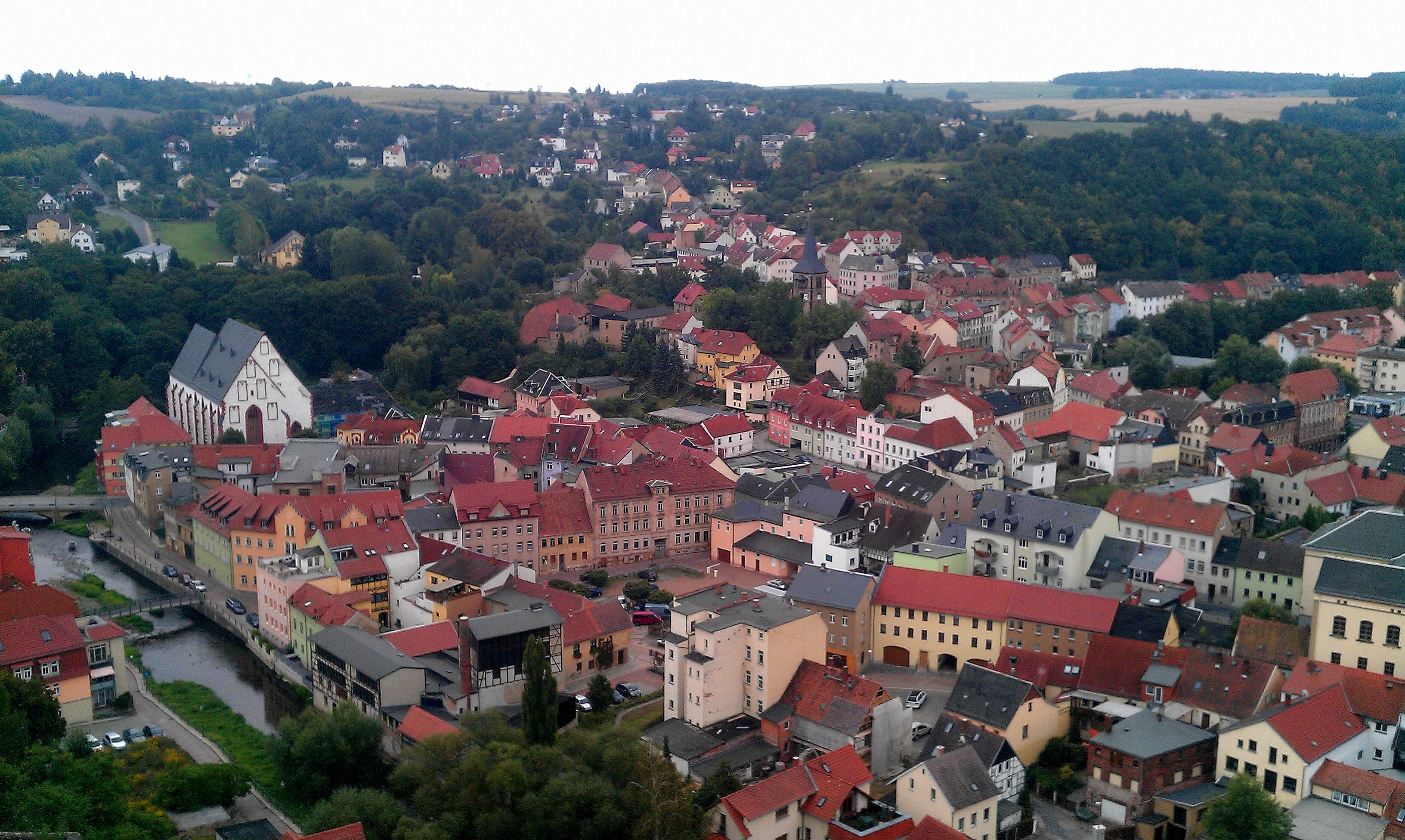
Altstadtansicht vom Osterburgturm
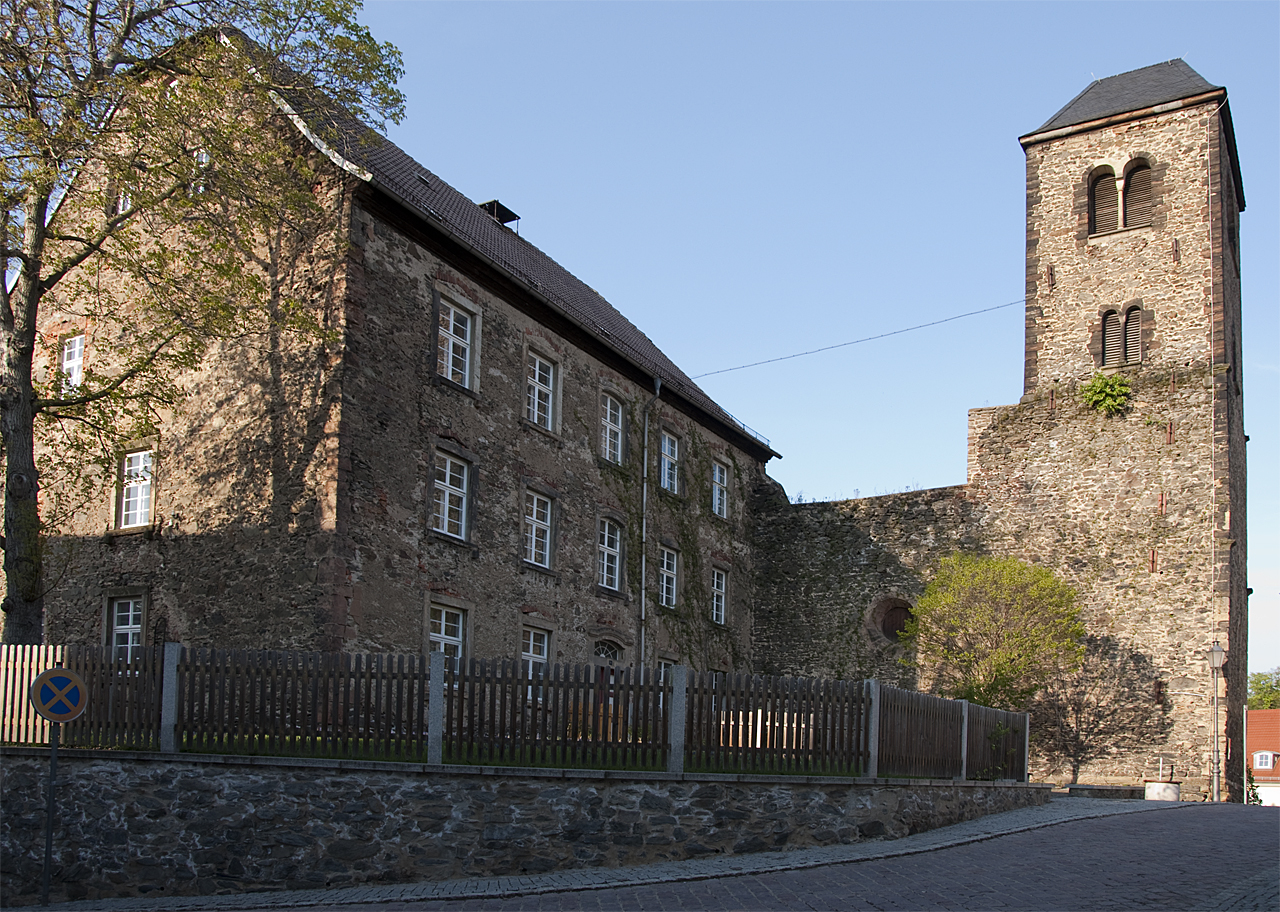
Peterskirche (Weida) aus dem 12. Jahrhundert
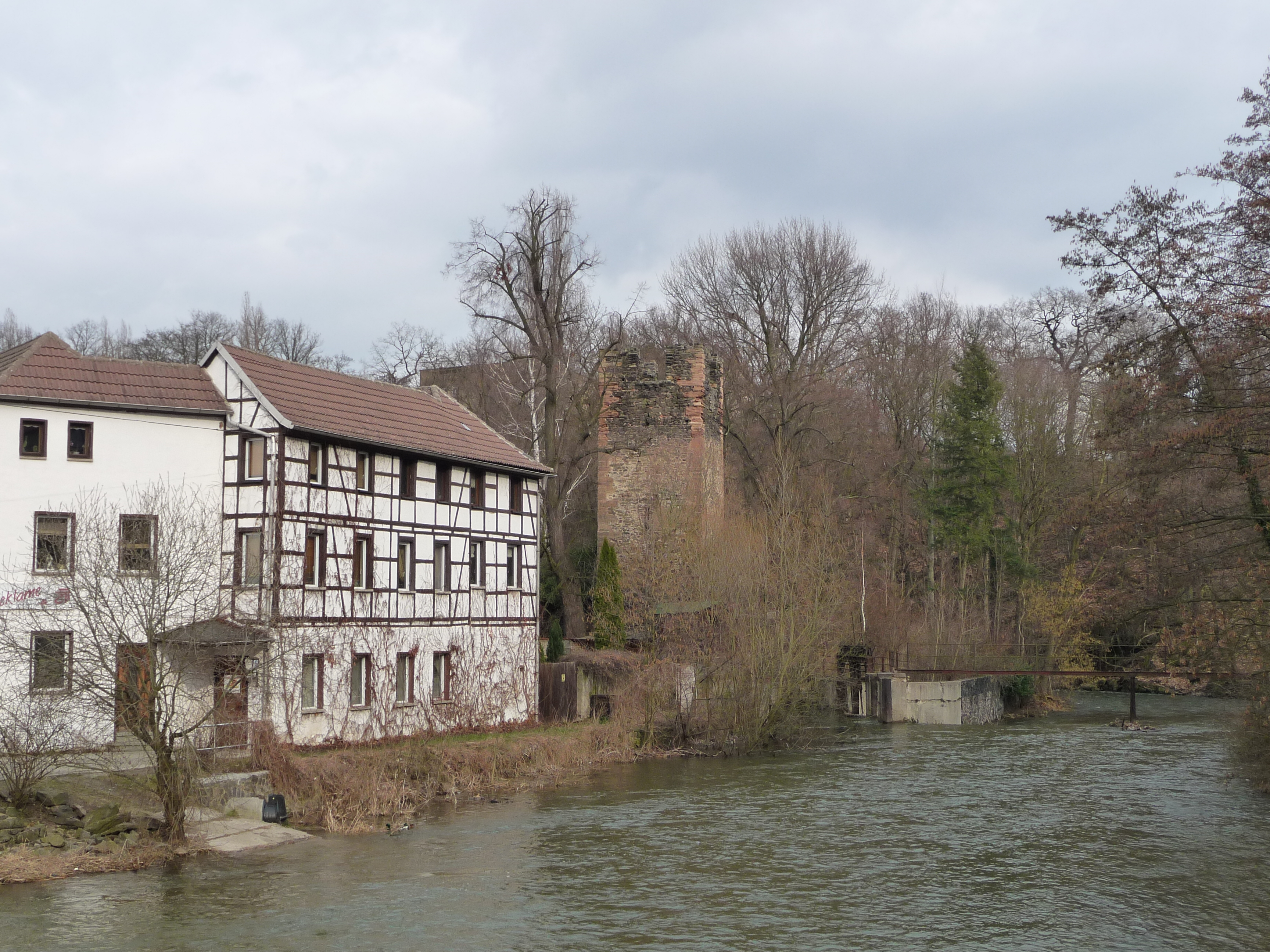
Alter Stadtmauerturm
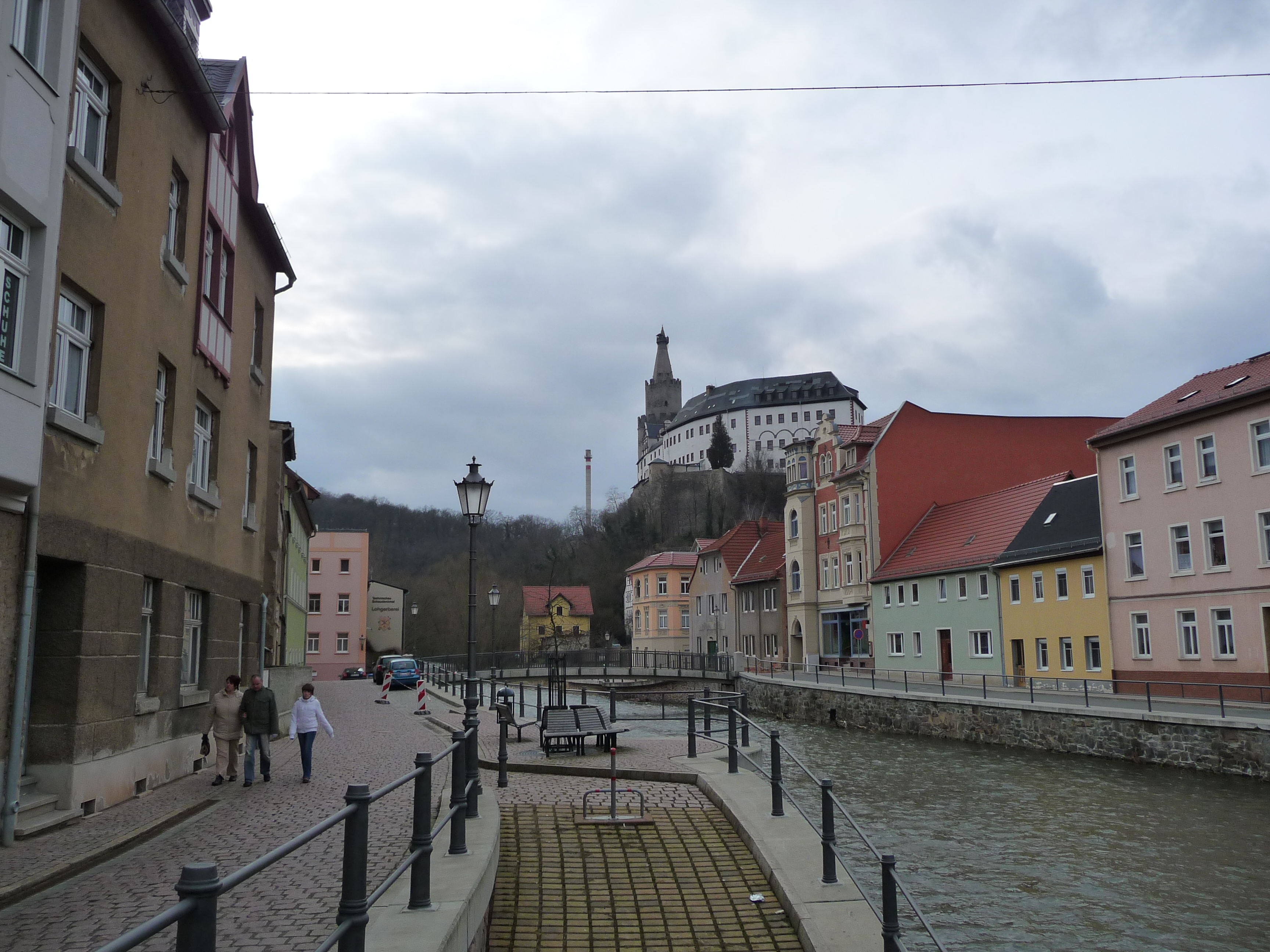
Brauhausgasse an der Weida
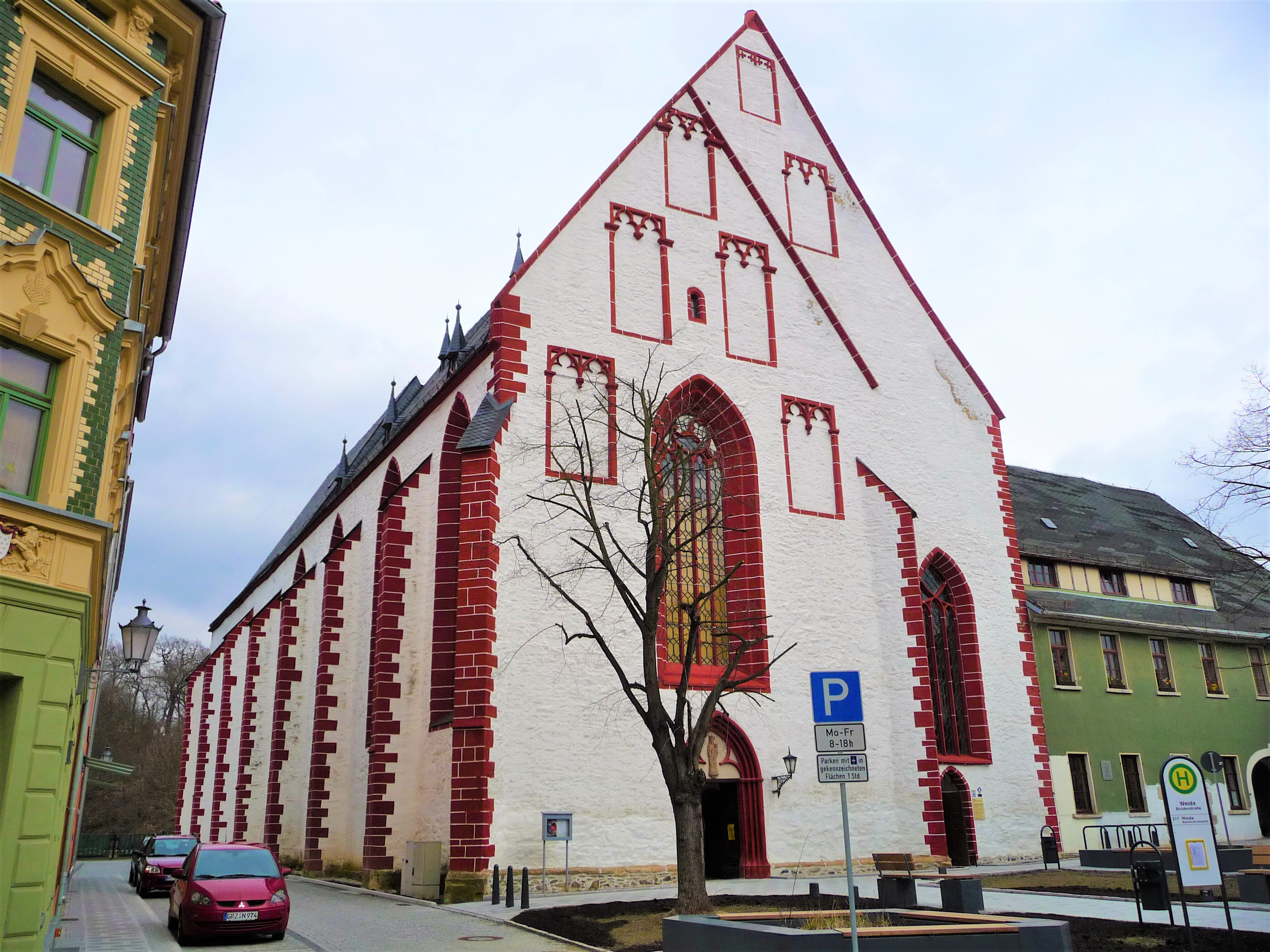
Stadtkirche St. Marien
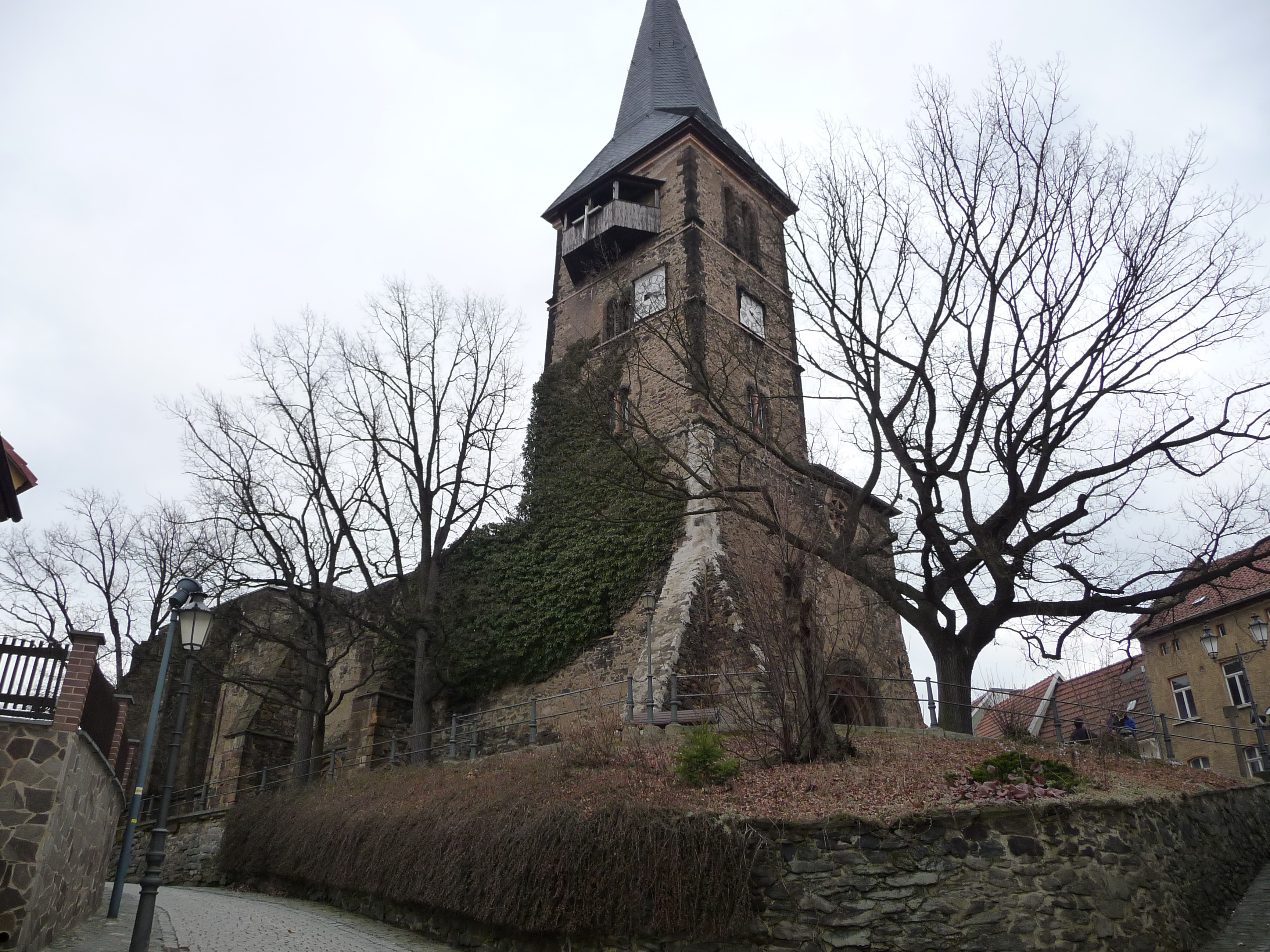
Widenkirche aus dem 12. Jahrhundert
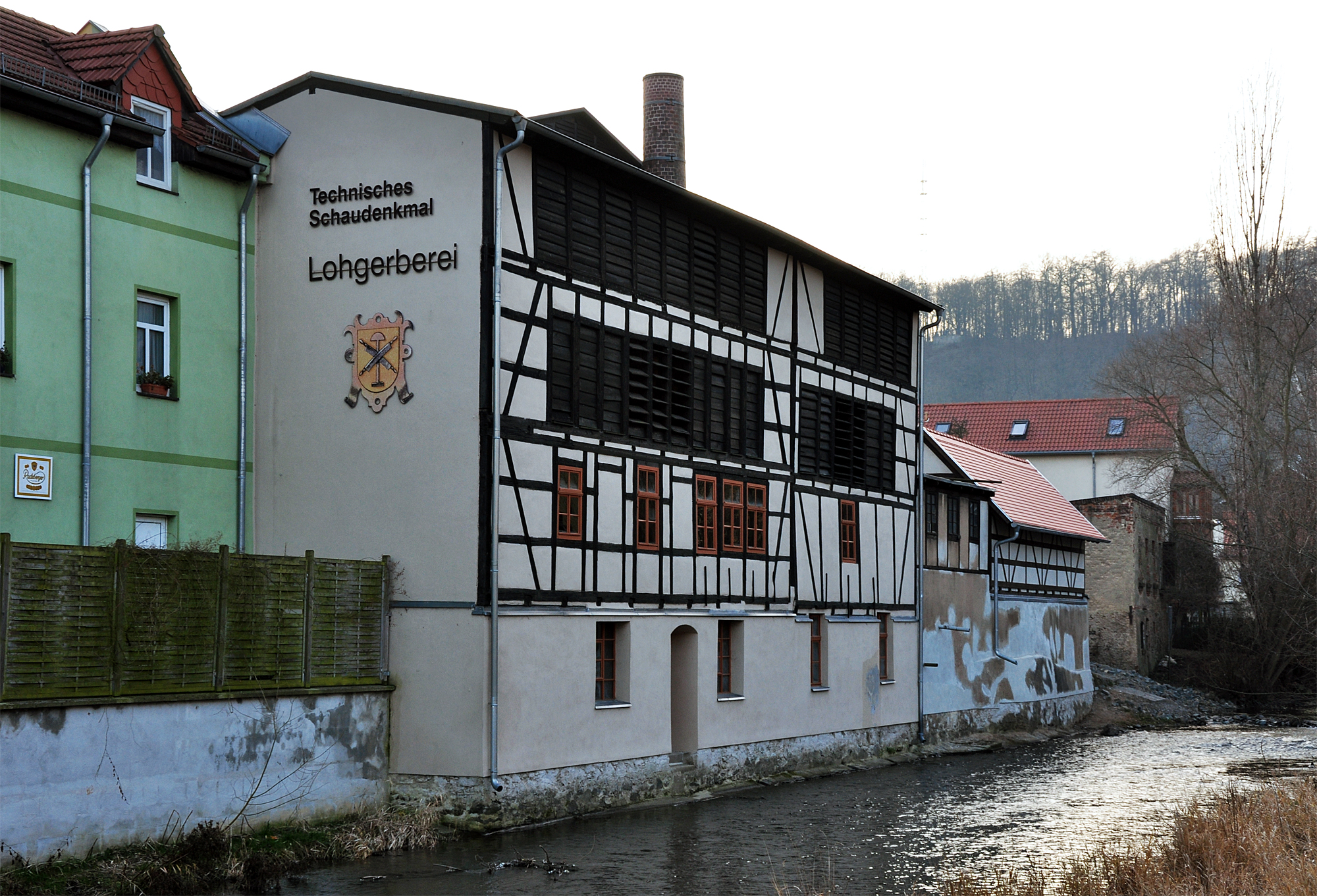
Lohgerberei
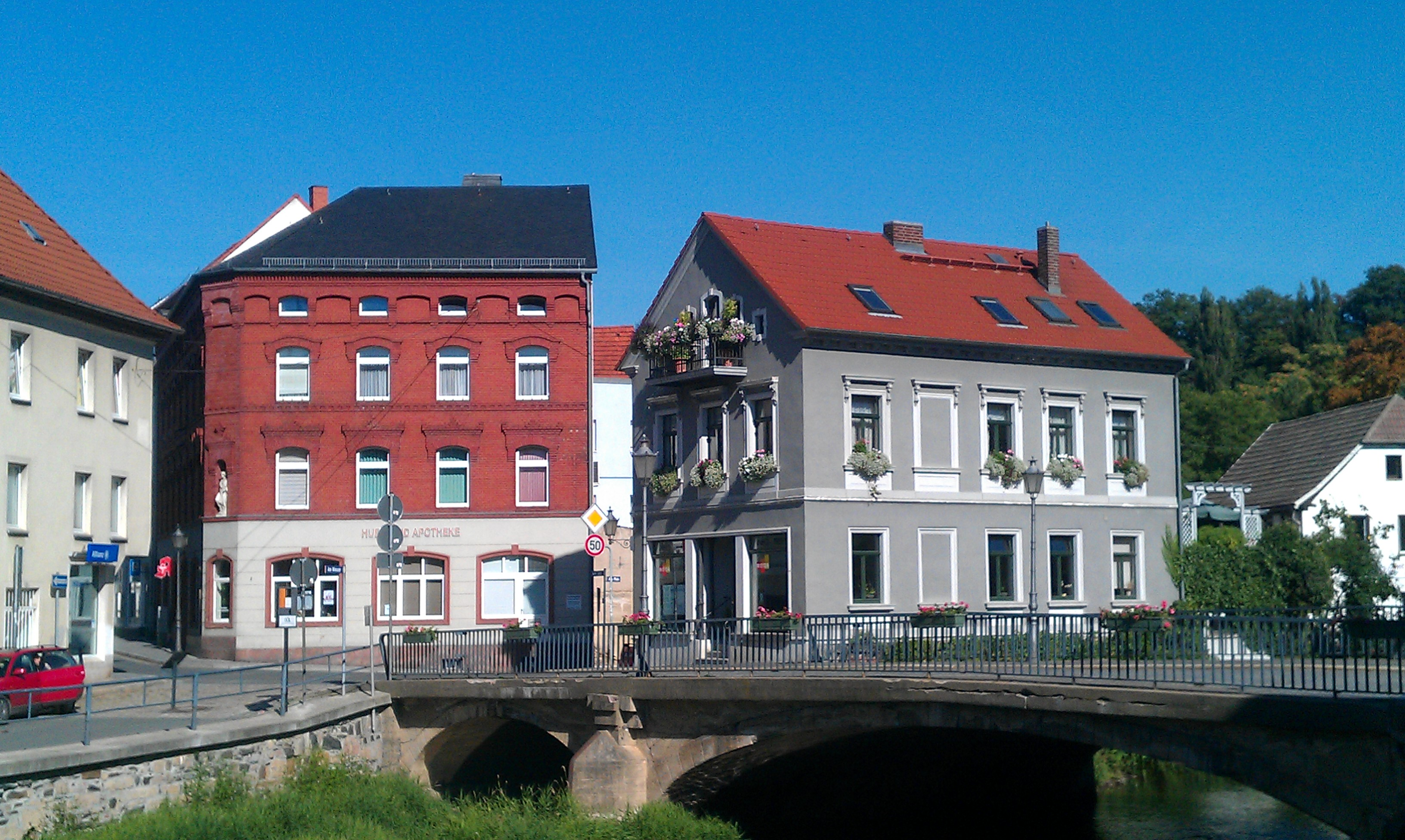
„Brotbank“ Haus
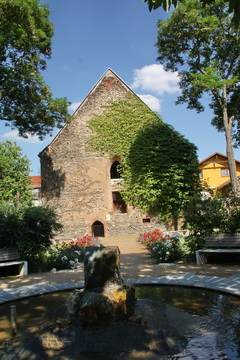
Kirchenruine Nonnenhof (Weida)
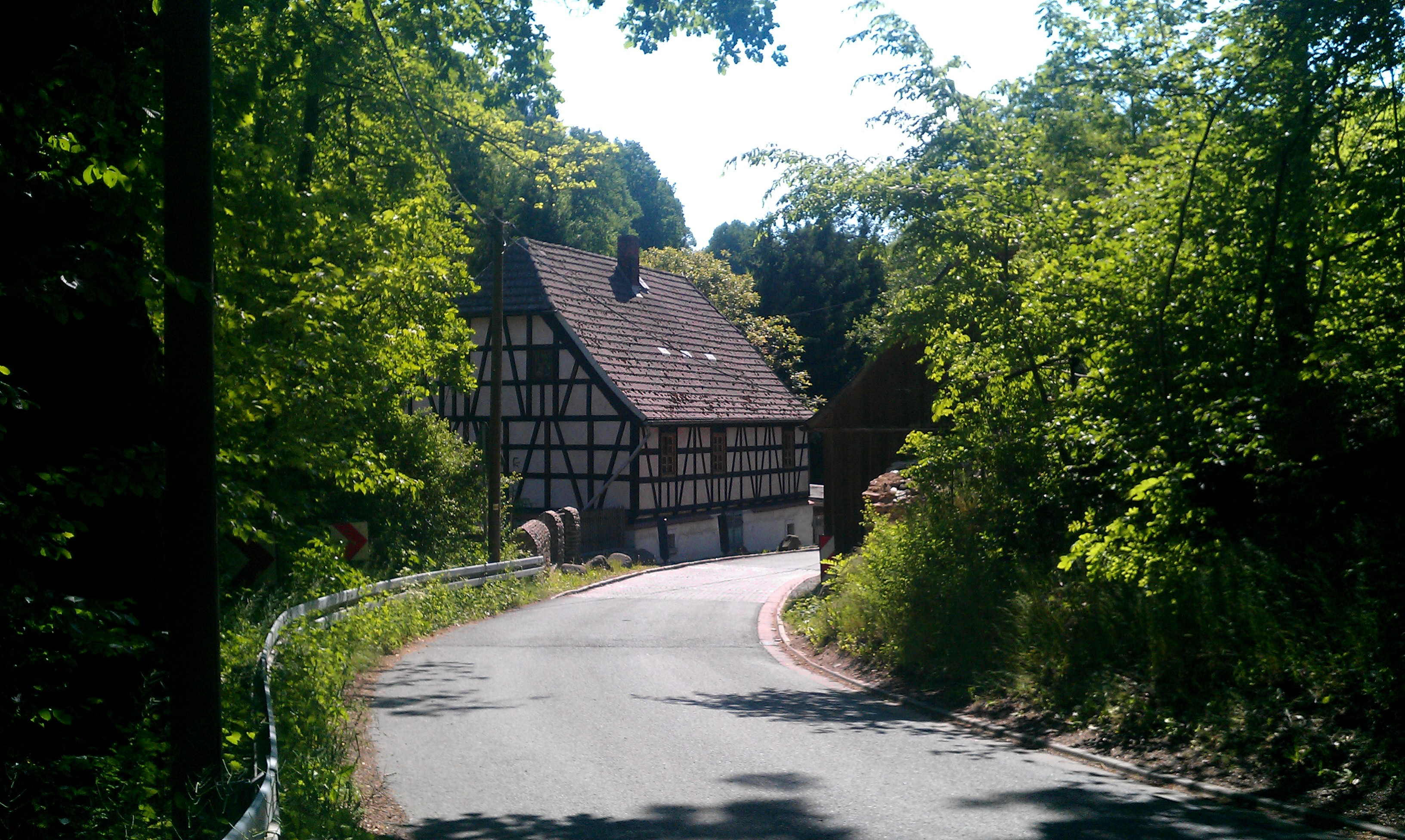
Eisenhammer  Weida
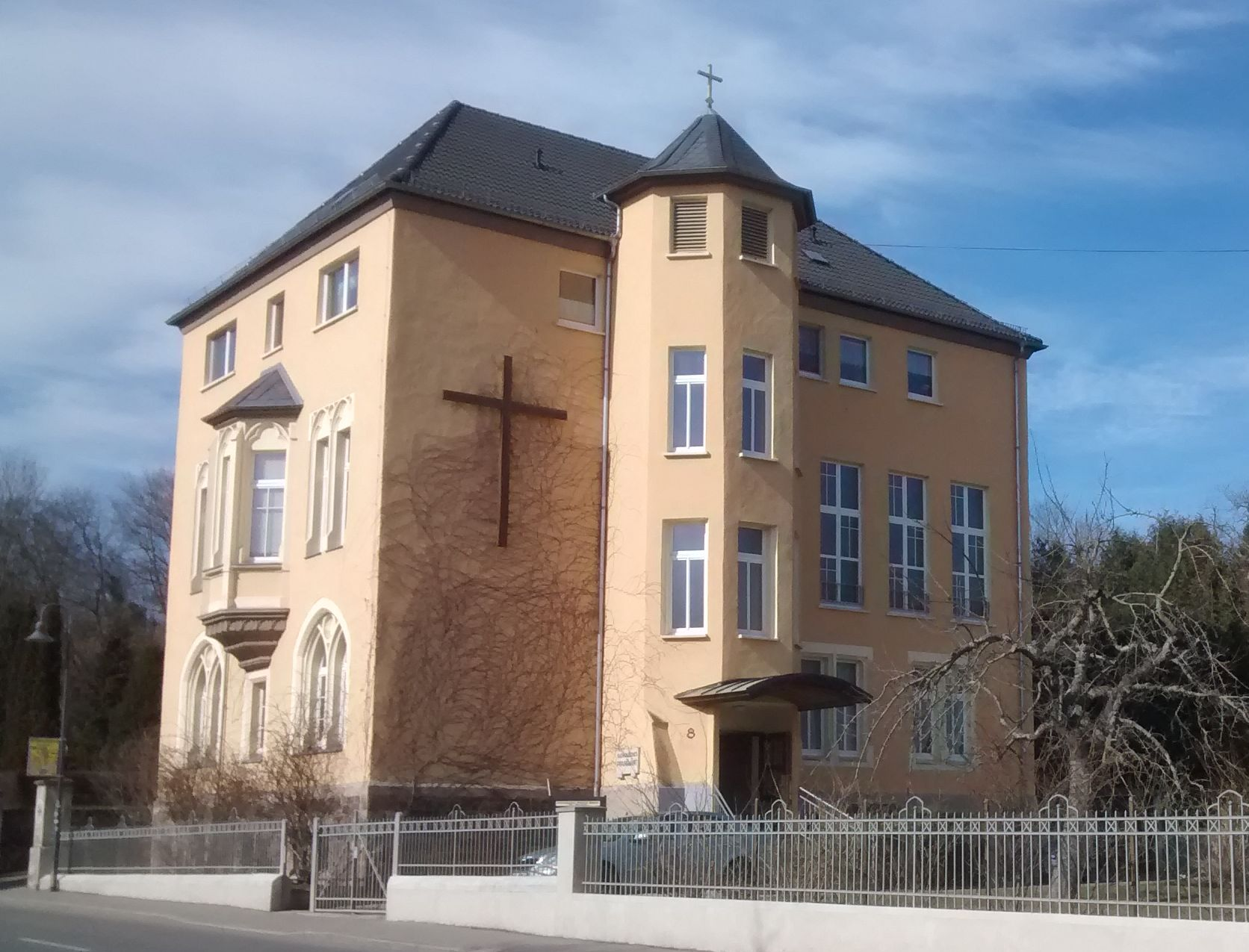
Katholische Kirche aus dem Jahr 1902
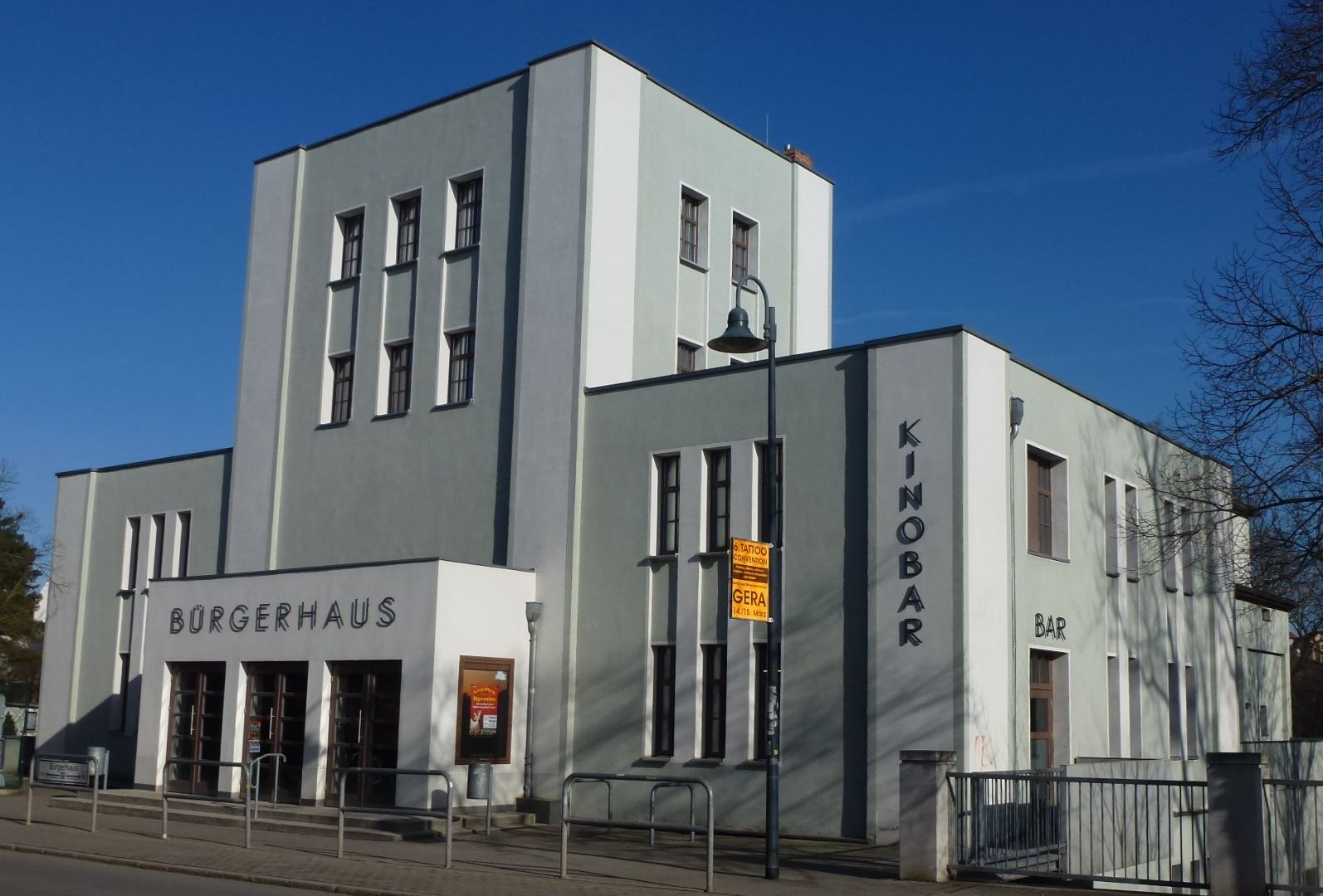
Ehem. Kino aus dem Jahr 1928
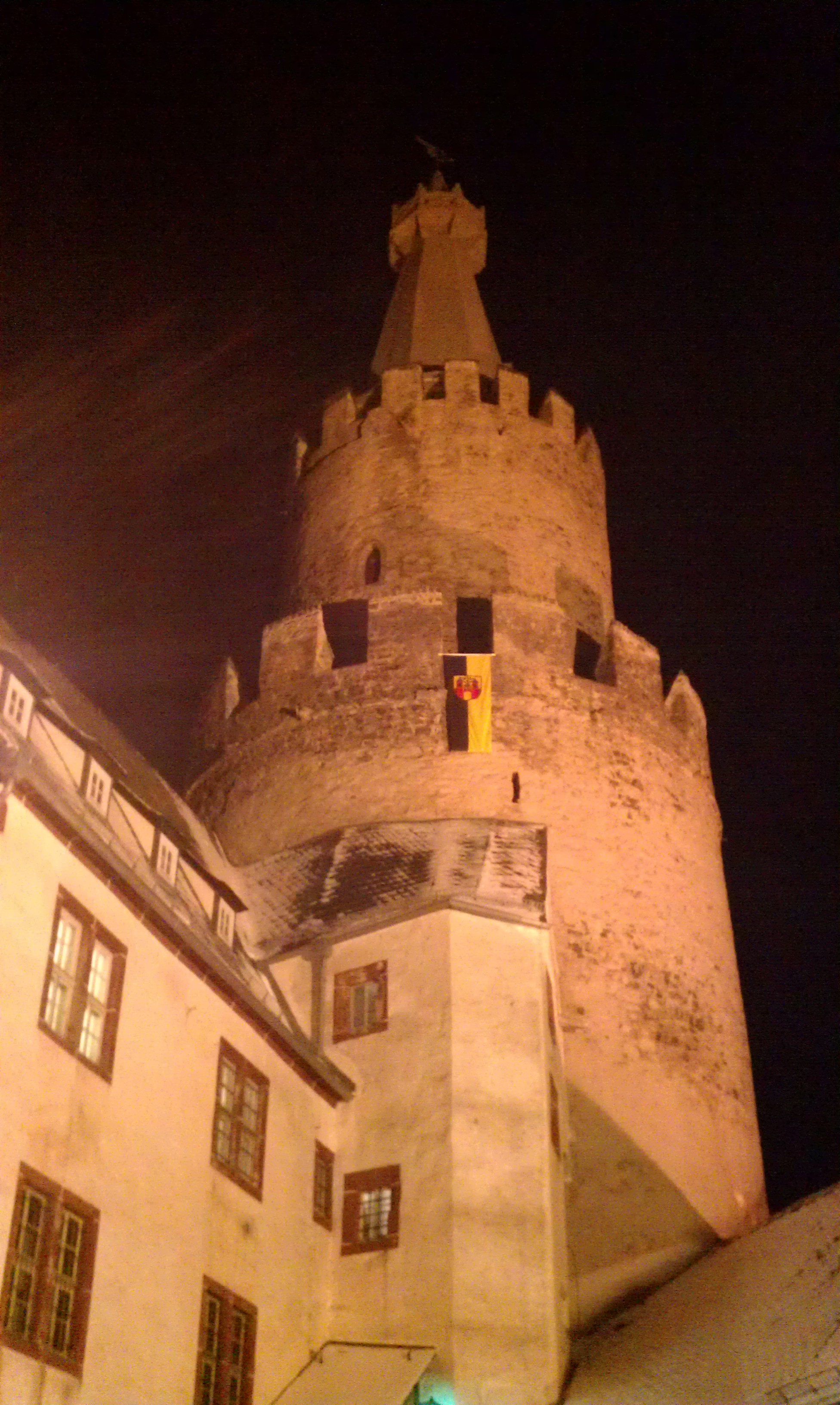
Zur Einweihung sanierte Turmspitze
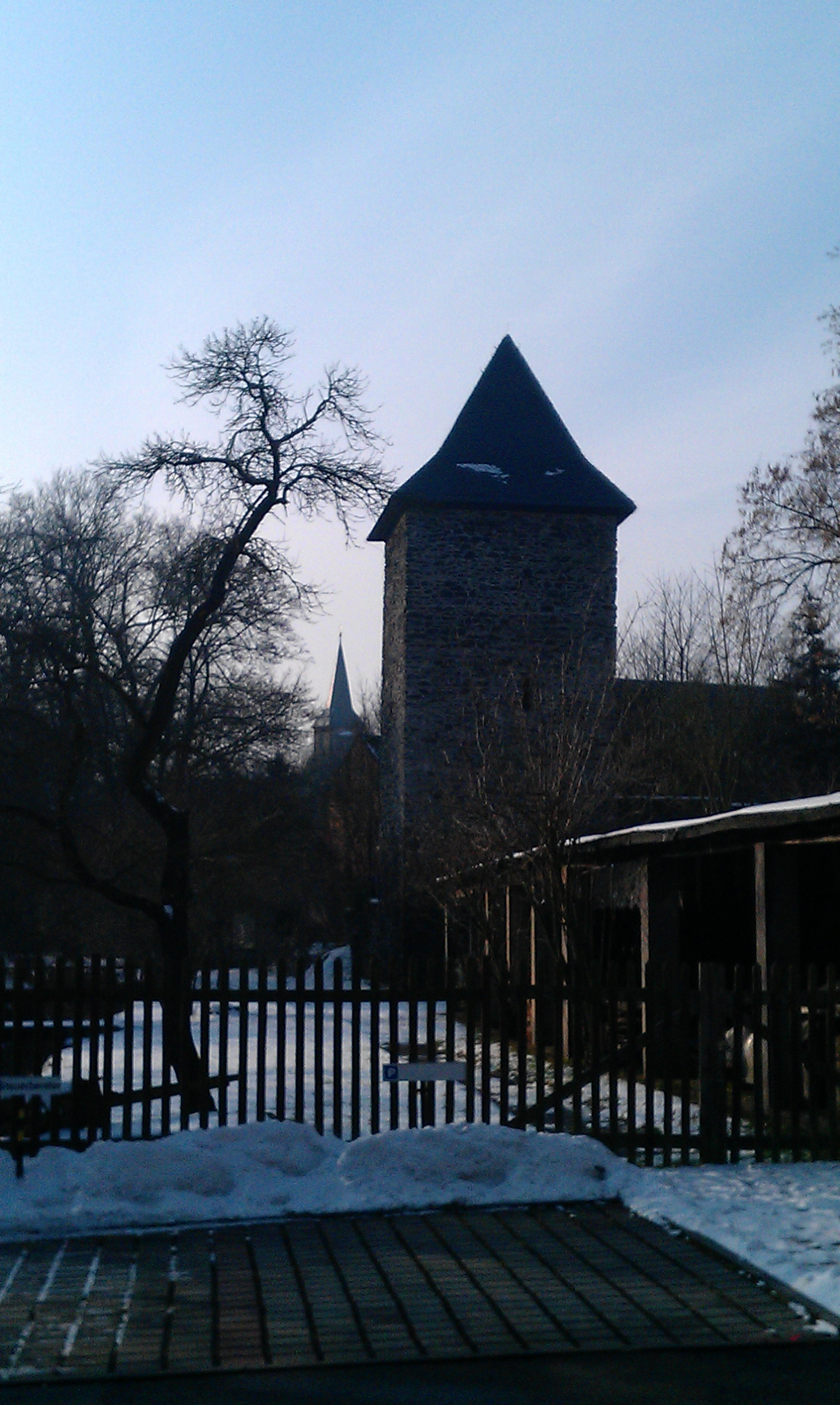
Stadtmauerturm mit Widenkirche im Hintergrund
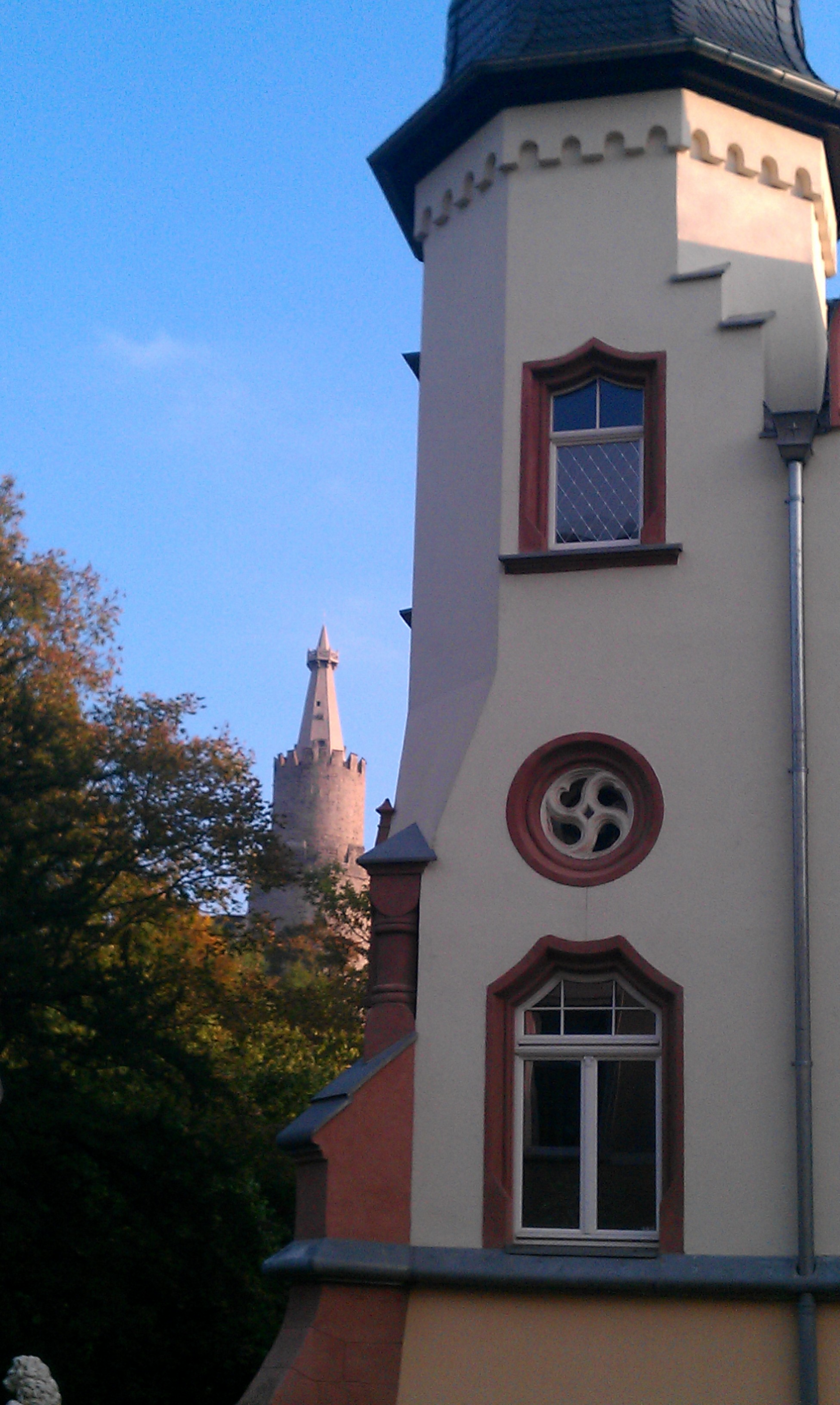
Sanierte Villa mit Burgturm

Bedeutendste Sehenswürdigkeit Weidas ist die Osterburg. Sie wurde als militärische Befestigung im 12. Jahrhundert angelegt. Auf ihrer Terrasse befindet sich ein Gedenkstein mit dem Hinweis auf das bis dorthin südlichste Vordringen des Eispanzers in Deutschland während der Elstereiszeit.
Der 1884 eingeweihte, 28 Meter hohe und 185 Meter lange Oschütztal-Viadukt war die erste Pendelpfeilerbrücke Deutschlands. Dieses technische Kulturdenkmal diente bis 1983 dem Eisenbahnverkehr.
Der Eisenhammer im Ortsteil Liebsdorf (Weida) ist der älteste noch erhaltene und funktionstüchtige in Thüringen.
Die katholische Kirche wurde 1902 erbaut.
Das Kino Osterburg-Theater wurde 1928 im Stil des Neuen Bauens errichtet. 2003 wurde es zum Bürgerhaus umgestaltet. Vor dem Gebäude steht ein Pentacon-Filmprojektor, der bis 1993 in Betrieb war.
→ Siehe auch Stadtkirche St. Marien (Weida), Peterskirche (Weida), Kirchenruine Nonnenhof (Weida), Ruine Widenkirche (Weida), ehem. Sender Weida, Rathaus Weida

### Gedenkstätten

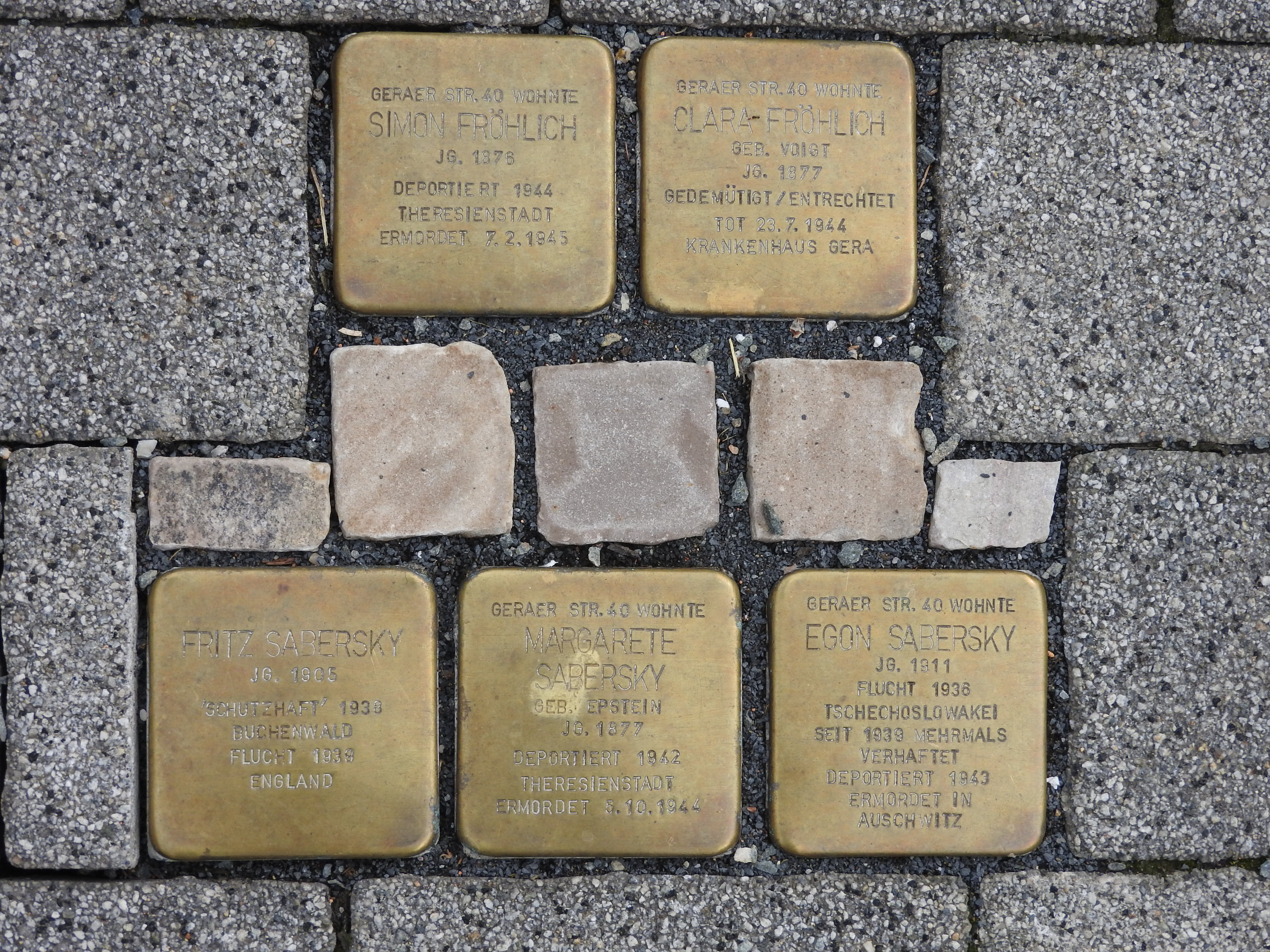
Stolpersteine

- Ein Grabfeld mit Denkmal auf dem Friedhof an der Friedhofstraße erinnert an 48 sowjetische Männer, Frauen und Kinder, die im Zweiten Weltkrieg nach Deutschland verschleppt und Opfer von Zwangsarbeit wurden. Seit 1986 erinnern weitere Gedenktafeln an die 18 Opfer von Zwangsarbeit aus anderen Nationen.
- Auf dem Platz der Freiheit wurde ein „Ehrenhain“ eingerichtet. Zentral gelegen ist hier ein Gedenkstein für den Todesmarsch aus dem KZ Buchenwald und ein weiteres großes Denkmal für die Opfer der Nationalsozialisten zu finden. Am Tag des Gedenkens an die Opfer des Nationalsozialismus findet hier alljährlich die städtische Gedenkveranstaltung statt.
- Auch für Gefallene der Weltkriege sind Gedenkstätten eingerichtet. So findet man eine Tafel mit allen namentlich bekannten Gefallenen Weidaern in der Ruine Widenkirche (Weida). Auf dem Friedhof sind einige Soldatengräber und der große Sockel eines früheren Denkmals zu finden, der jetzt den zentralen Punkt eines kleinen Platzes bildet.
- Am Aufgang der Osterburg, direkt an der Straße gelegen, findet sich ein Gedenkstein für den von der Kasernierten Volkspolizei 1953 erschossenen Wismutarbeiter. Der Stein wurde von dessen Enkel gespendet. Hier findet jährlich am 17. Juni eine kleine Gedenkveranstaltung statt.
- Vor dem Haus der Geraer Straße 40 in Weida wurde am 13. März 2017 vom Künstler Gunter Demnig eine Gruppe von Stolpersteinen verlegt, im Gedenken an Simon und Klara Fröhlich, sowie Fritz, Margarete und Egon Sabersky. (Siehe auch: Liste der Stolpersteine in Weida)

### Sport
In Weida gibt es einige Freizeit- und Sporteinrichtungen, die meisten auf dem „Roten Hügel“:
- Freibad
- Kegel- und Bowlingbahn
- Minigolfanlage
- Sportplatz
- Tennisanlage
- Tiergehege

Im Stadtzentrum:
- Turnhalle „Kammerer“
- Fitnesscenter

Der bekannteste Sportverein der Stadt ist der Fußballverein FC Thüringen Weida e. V.
Die Kegler vom SKK Gut Holz Weida, die seit 1991 in der 2. Bundesliga bzw. in der Saison 1997/98 in der 1. Bundesliga spielten, sind ebenfalls sehr erfolgreich. Seit 2010 spielen sie erneut in der obersten Liga. Außerdem kann der Verein 2 DDR-Meistertitel (1988 und 1990) vorweisen.
Erwähnenswert ist auch der Karambolage-Billard-Verein „TuS Osterburg ’90 Weida e. V.“, der seinen Sitz ebenfalls auf dem „Roten Hügel“ hat. Einer seiner erfolgreichsten Spieler ist Thomas Stöckel.

### Backkultur
Sprichwörtlich bekannt ist Weida für seine Blechkuchen, die generell im Thüringischen große Tradition und eine hohe Qualität haben. Dem entspricht die „Weidsche Kuchenfrau“ als lokale Symbolfigur ebenso, wie die sinnbildliche Bezeichnung Weidas als „Kuchen-Weide“. Jedes Jahr, am ersten Septemberwochenende, findet traditionell der „Weid'sche Kuchenmarkt“ auf dem Markt vor dem Rathaus statt.

### Naturdenkmal Schwedeneiche

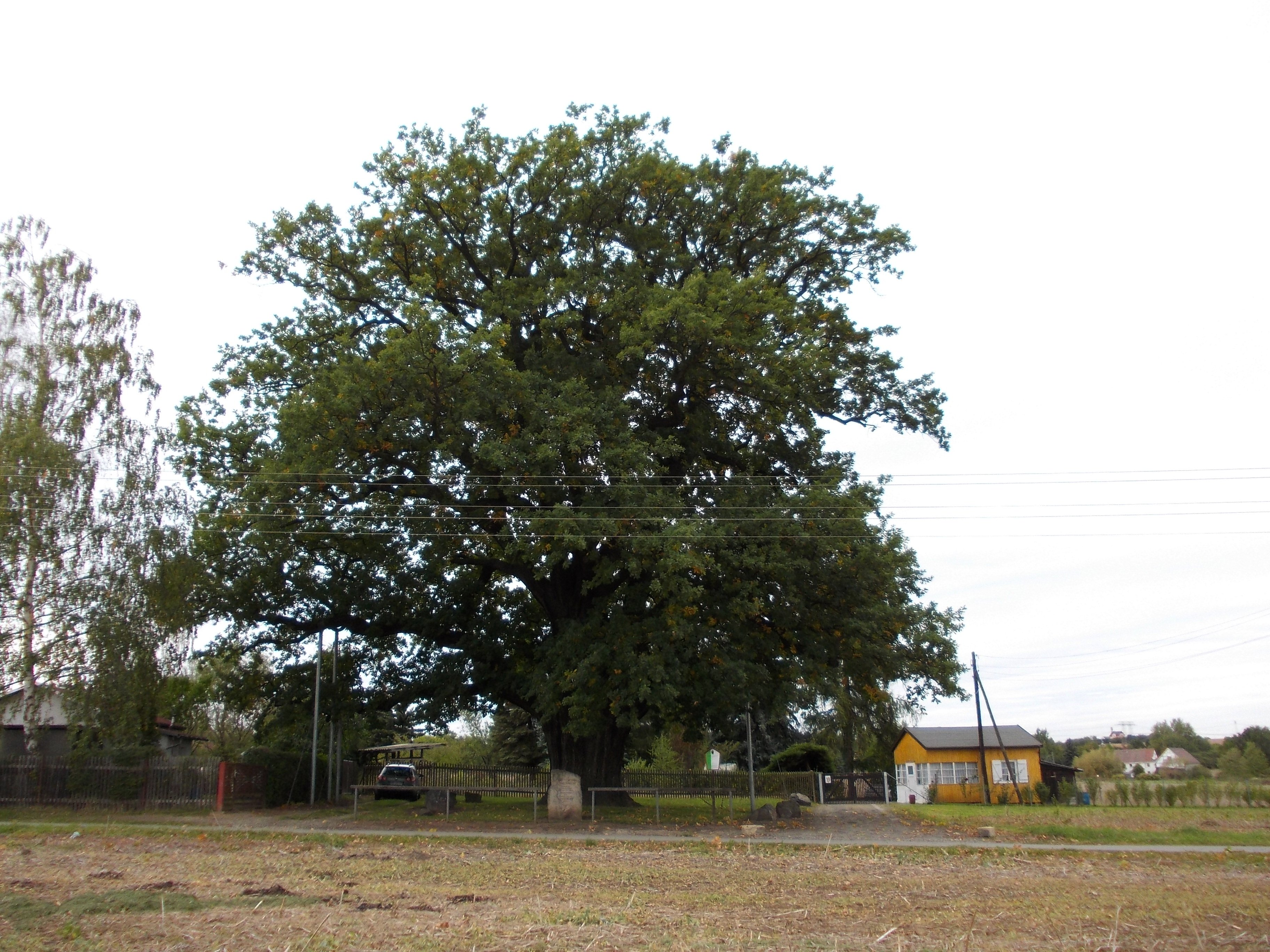
Schwedeneiche Weida

Die Schwedeneiche genannte Stieleiche steht etwas außerhalb von Weida, nordöstlich des Orts am Beginn Krähenholz, als Einzelbaum auf einer Wiese. Ihren Namen verdankt die monumentale Eiche den Ereignissen im Dreißigjährigen Krieg. Der Erzählung nach war die Stadt 1643 durch kaiserlich-katholische Truppen besetzt und wurde deshalb vom schwedischen Söldnerheer belagert und letztendlich befreit. Zum Gedenken an dieses Ereignis wurde der Baum 1644 durch die Bewohner Weidas zur „Schwedeneiche“ erklärt.
Nicht überliefert ist, ob die Eiche bei diesem Anlass erst gepflanzt wurde, oder ob sie schon zur Zeit der Belagerung an dieser Stelle stand. Darum schwanken die Schätzungen zu ihrem Alter von 350 bis zu 600 Jahren.
Der als Naturdenkmal (ND–Nr. 124) ausgewiesene und in die Liste markanter und alter Baumexemplare in Deutschland eingetragene Baumveteran macht einen, bei einem Baum dieser Größe und Alters selten zu sehenden, sehr vitalen Eindruck. Der vollständig geschlossene und gesund wirkenden Grundstamm verzweigt sich in geringer Höhe zu einer weit ausladenden, monumental erscheinenden, breiten Krone aus mächtigen Starkästen. Bruchgefährdete Äste wurden 2004 und 2005 durch fünf Stützen gesichert. Eine Messung im Jahr 2014 ergab einen Brusthöhenumfang von 7,22 m. Die lasergestützte Höhenermittlung zeigte eine Baumhöhe von 24 m bei einem Kronendurchmesser von 29 m.
Weitere Baumdenkmale
Im Gebiet der Stadt Weida gibt es zwei weitere, als Naturdenkmal geschützte Baumveteranen:
- Stieleiche in der Gartenstraße (ND–Nr. 145)
- Birne am Feldweg Gräfenbrück (ND–Nr. 136)

## Wirtschaft und Infrastruktur

### Wirtschaft
Weidas Wirtschaft ist mittelständisch strukturiert. Das Wirtschaftsleben bestimmen Unternehmen der Dienstleistungsbranche, Handwerksbetriebe und ein verzweigtes Einzelhandelsnetz. Größter Arbeitgeber ist der Polsterbetten- und Matratzenhersteller Breckle.
Im Dezember 1990 eröffnete Aldi Nord in Weida seine erste Filiale in den neuen Bundesländern, welche bis heute besteht.
Die Weidaer Jute-Spinnerei und Weberei bestand von 1897 bis 1990.

### Straßenverkehr
Durch Weida führen die Bundesstraßen 175 und 92. Im Norden der Stadt trennen sich beide Strecken höhenfrei.
Weida ist im ÖPNV auf mehreren Taktlinien der PRG Greiz und der RVG Gera mit dem Umland verbunden. Die Regionalbuslinien führen abseits der Bundesstraßen direkt durch die Stadt. Sie übernehmen dabei auch den innerstädtischen Busverkehr.
| Linie | Betreiber | Linienverlauf                                                    | Taktung (Mo–Fr) |
| ----- | --------- | ---------------------------------------------------------------- | --------------- |
| 29    | PRG       | (Zeulenroda / Greiz –) Hohenölsen – Weida – Gera                 | Stundentakt     |
| 34    | PRG       | Weida – Steinsdorf – Hohenölsen / Staitz – Zeulenroda            | Zweistundentakt |
| 218   | PRG       | Weida – Berga – Wolfersdorf – Großkundorf – Berga / Seelingstädt |                 |
| 220   | RVG       | Gera / Weida – Seifersdorf – Weida / Gera                        |                 |
| 225   | RVG       | Weida – Niederpöllnitz – Münchenbernsdorf                        | Zweistundentakt |
| 226   | RVG       | Weida – Wünschendorf                                             | Schülerverkehr  |
| 227   | RVG       | Weida – Frießnitz – Niederpöllnitz – Auma                        | Schülerverkehr  |

### Schienenverkehr

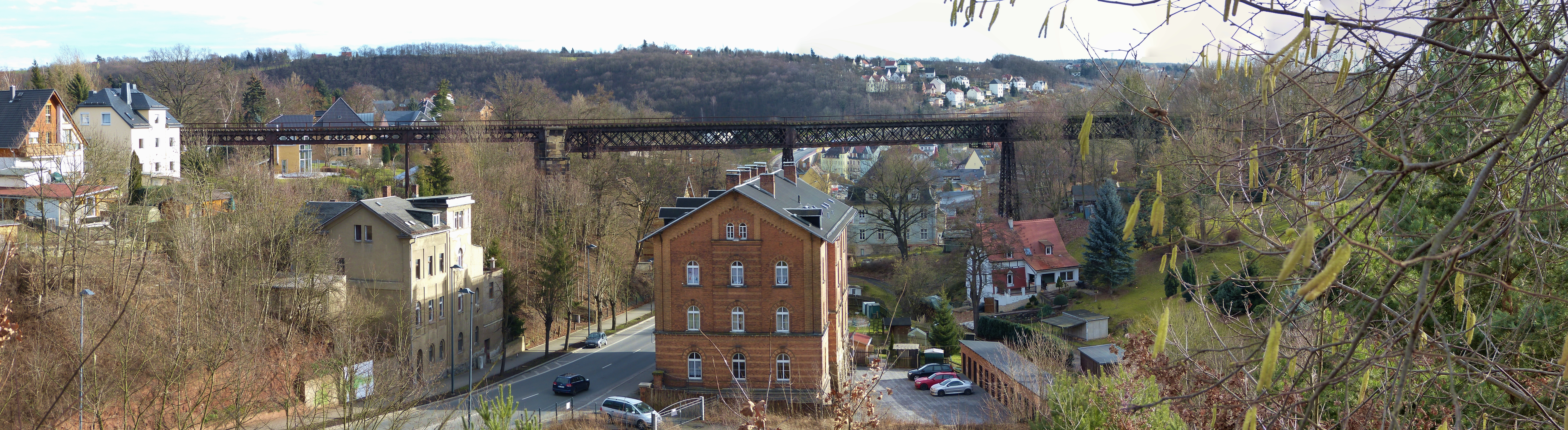
Oschütztal-Viadukt

Der Bahnhof Weida liegt an den Bahnstrecken Leipzig–Probstzella und Werdau–Mehltheuer und war bis zur Stilllegung des Streckenabschnitts Wünschendorf–Weida im Juni 1996 ein Berührungsbahnhof.
An der Bahnstrecke Werdau–Mehltheuer liegen weiterhin die Haltepunkte Weida Mitte und Weida Altstadt, sowie der Bahnhof Loitsch-Hohenleuben (Ortsteil Loitsch) und der Haltepunkt Schüptitz (Ortsteil Schüptitz).
Das Oschütztal-Viadukt wurde von 1884 bis 1983 zum Betrieb der Bahnstrecke Werdau–Mehltheuer benötigt. Die 185 m lange und 28 m hohe Fachwerkgitterbrücke überspannt noch immer den gemeinsamen Abschnitt der Bundesstraße 92 mit der Bundesstraße 175.

### Wasserver- und Abwasserentsorgung
Weida ist Mitglied im Zweckverband Wasser / Abwasser Mittleres Elstertal. Dieser übernimmt die Trinkwasserversorgung und Abwasserentsorgung.

## Persönlichkeiten

### Ehrenbürger
- Paul von Hindenburg (1847–1934), Generalfeldmarschall[17]

### Söhne und Töchter der Stadt
Familie Kammerer,Flugzeugbau Weida 
- Weida war Residenz der Vögte von Weida. Sie können dem Artikel Vögte von Weida entnommen werden.
- Marcus von Weida (1450–1516), Dominikaner und theologischer Autor
- Elisabeth von Weida (1460–1532), Äbtissin von Gernrode
- Friedrich Pensold (1530–1589), deutscher Philologe und Physiker
- Martin Mirus (1532–1593), evangelischer Theologe
- Matthäus Ackermann (1544–1606), Schösser des Amtes Arnshaugk
- Christoph Sonntag (1654–1717), evangelischer Theologe
- Salomo Deyling (1677–1755), evangelischer Theologe
- Heinrich Gottlieb Francke (1705–1781), Prof. Dr. phil. et jur. utr. Universität Leipzig, Rektor
- Christian Gottlieb Starklof (1736–1817), Postdirektor im Großherzogtum Oldenburg
- Johann Friedrich Lempe (1757–1801), Mathematiker, Physiker und Hochschullehrer
- Friedrich Wilhelm Lindner (1779–1864), Theologieprofessor in Leipzig
- Hermann Riedel  (1813–1892), deutscher Kantor, Organist und Komponist
- Pauline Wunderlich (1825–nach 1853), sächsische Barrikadenkämpferin des Dresdner Maiaufstands
- Hugo von Burckhard (1838–1918), Rechtshistoriker und Hochschullehrer
- Rudolf Alander (1851–1927), Politiker (DVP), Landtagsabgeordneter in Thüringen
- Hermann Hering (1858–1926), deutscher Politiker
- Alfred Appelius (1858–1932), Politiker, Landtagspräsident im Großherzogtum Sachsen (SWE)
- Herwart Feuerstein (1860–1932), deutscher Bürgermeister und Politiker
- Paul Quensel (1865–1951), Heimatdichter
- Robert Geyer (1874–1957), neuapostolischer Geistlicher
- Kurt Spangenberg (1889–1957), Mineraloge und Kristallograph
- Gustav Tellgmann (1891–1945), Oberstleutnant und Widerstandskämpfer
- Max Funke (1895–1980), Unternehmer und Erfinder
- Hans Schubert (1908–1987), Mathematiker
- Kurt Pesl (1925–2012), Maler, Grafiker und Designer
- Günther Brendel (* 1930), Maler
- Joachim Klos (1931–2007), Glaskünstler
- Rolf Lederer (1937–2011), Fußballspieler und Unternehmer
- Stephan Krawczyk (* 1955), Liedermacher und DDR-Bürgerrechtler
- Jörg Kubitzki (* 1955), Politiker (Die Linke), MdL
- Arnold Vaatz (* 1955), Politiker (CDU), MdB
- Jörg Polster (* 1962), Diplomat
- Jean-René Adam (* 1964), Politiker (AfD)
- Jens Goldhardt (* 1968), Organist
- Rolf Sakulowski (* 1968), Regisseur und Schriftsteller

### Weitere Persönlichkeiten
- Johannes Francke (1604–1684), evangelischer Theologe, ab 1651 Superintendent in Weida
- Hans Bastian II. von Zehmen (1629–1702), Kurfürstlich-Sächsischer Geheime Rat, Deputierter des Amts Weida auf dem Dresdner Landtag
- Esaias Hickmann (1638–1691), Jurist und Komponist, lebte bis zu seinem Tod u. a. als Amtsadvokat in Weida
- Daniel Francke (1642–1729), Magister, Rektor der Stadtschule
- Georg Samuel Dörffel (1643–1688), Theologe, ab 1684 Superintendent in Weida
- Moritz Wilhelm von Sachsen-Zeitz (1664–1718), Fürst von Sachsen-Zeitz, lebte ab 1717 in Weida
- Christian Gottfried Müller (1747–1819), Rektor der Stadtschule
- Benjamin Geithner (1749–1829), Superintendent und Oberpfarrer in Weida
- Emil Adolf Roßmäßler (1806–1867), Naturforscher und Politiker, zwischen 1827 und 1830 Lehrer in Weida
- Friedrich Helbig (1832–1896), Jurist und Schriftsteller, Amtsmann in Weida
- Heinrich Tränker (1880–1956), Buchhändler, in seinem Haus fand die Weida-Konferenz statt
- Hans-Peter Müller (* 1942), bildender Künstler
- Horst Sakulowski (* 1943), Maler, lebt seit 1967 in Weida; Ehrenbürger der Stadt
- Alexandra Müller-Jontschewa (* 1948), Malerin